# Lista placówek dyplomatycznych i konsularnych Polski na świecie oraz obcych państw w Polsce
Poniższy artykuł przedstawia listę ambasad, konsulatów i innych przedstawicielstw dyplomatyczno-konsularnych Rzeczypospolitej Polskiej na świecie oraz zagranicznych ambasad i konsulatów ulokowanych lub akredytowanych w Polsce.

## Stosunki dyplomatyczne Rzeczypospolitej Polskiej
Polska utrzymuje stosunki dyplomatyczne ze wszystkimi spośród 193 państw członkowskich Organizacji Narodów Zjednoczonych. Podmioty spoza ONZ, z którymi Polska nawiązała stosunki dyplomatyczne to: Stolica Apostolska, Palestyńska Władza Narodowa oraz Suwerenny Wojskowy Zakon Maltański.
Pomimo uznania przez Polskę niepodległości Kosowa, oba kraje nie nawiązały stosunków dyplomatycznych, a co z tego wynika nie ustanowiły przedstawicielstw dyplomatycznych.

## Placówki dyplomatyczne i konsularne Rzeczypospolitej Polskiej

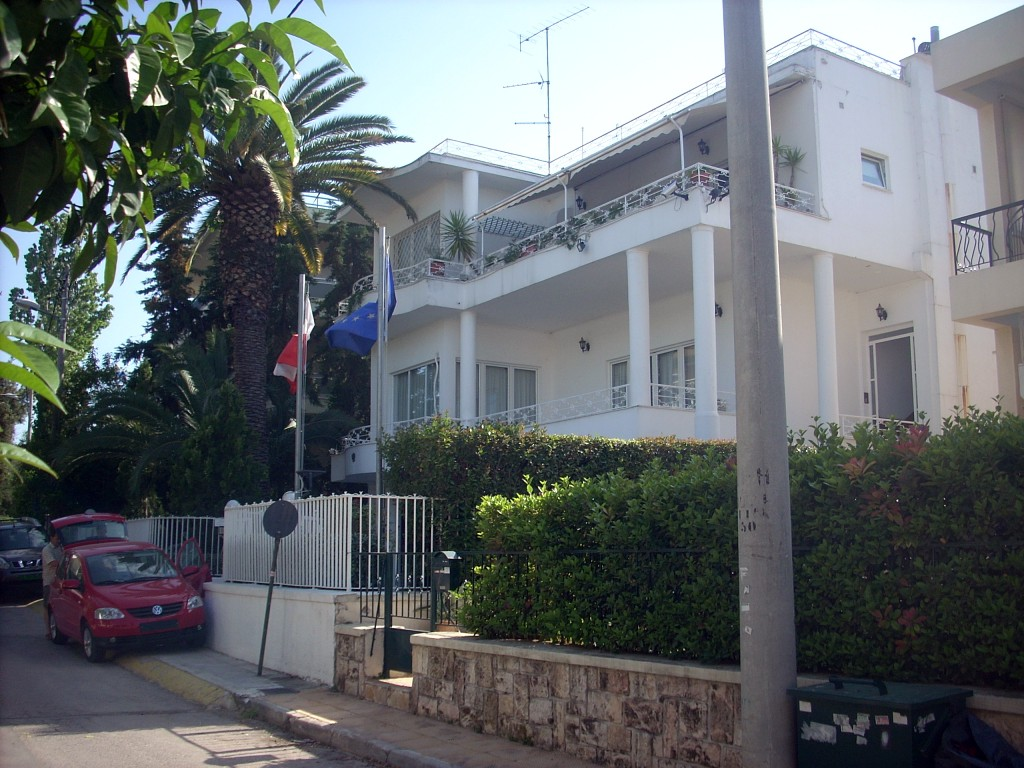
Ambasada Polski w Atenach

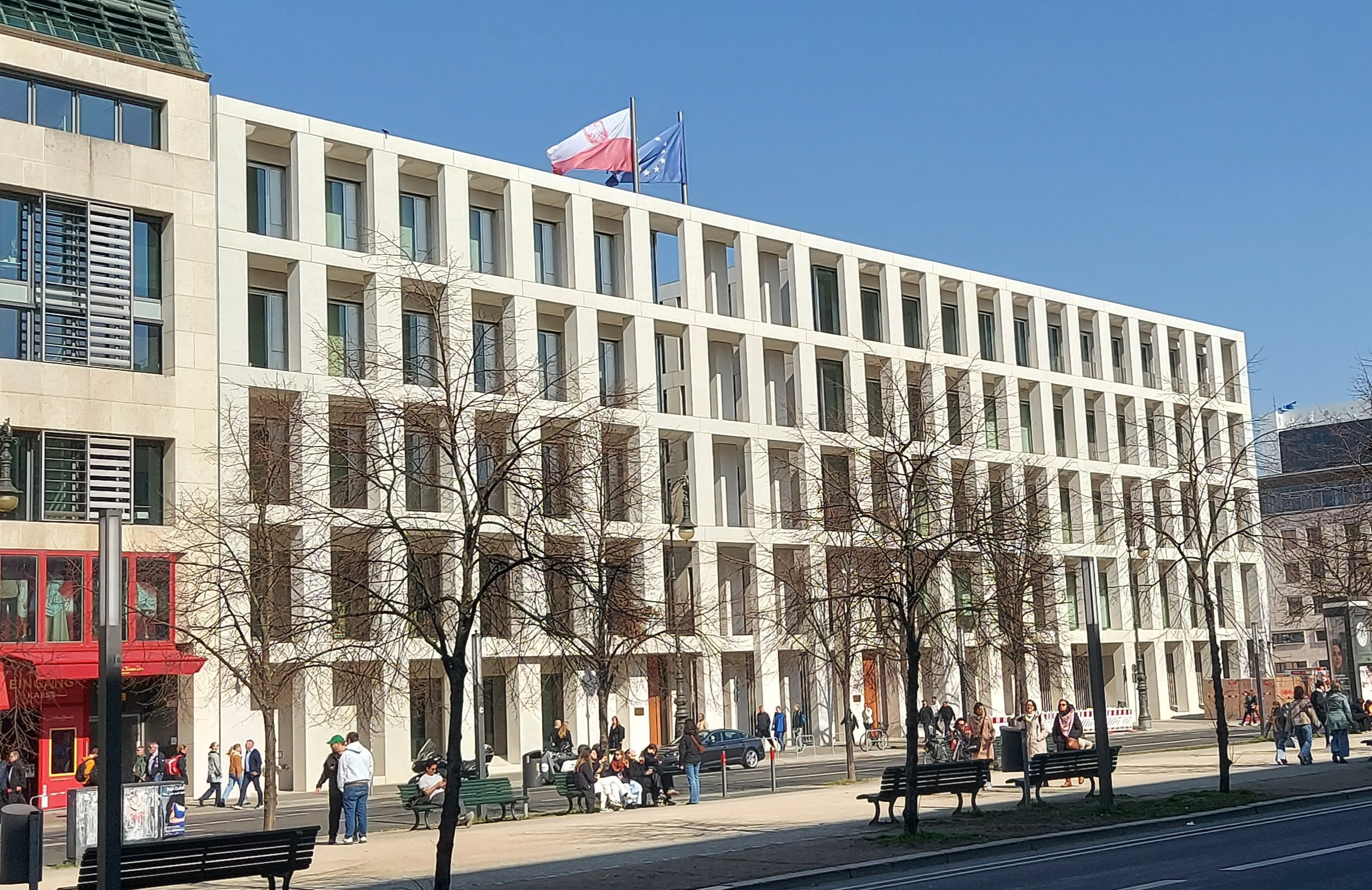
Ambasada Polski w Berlinie

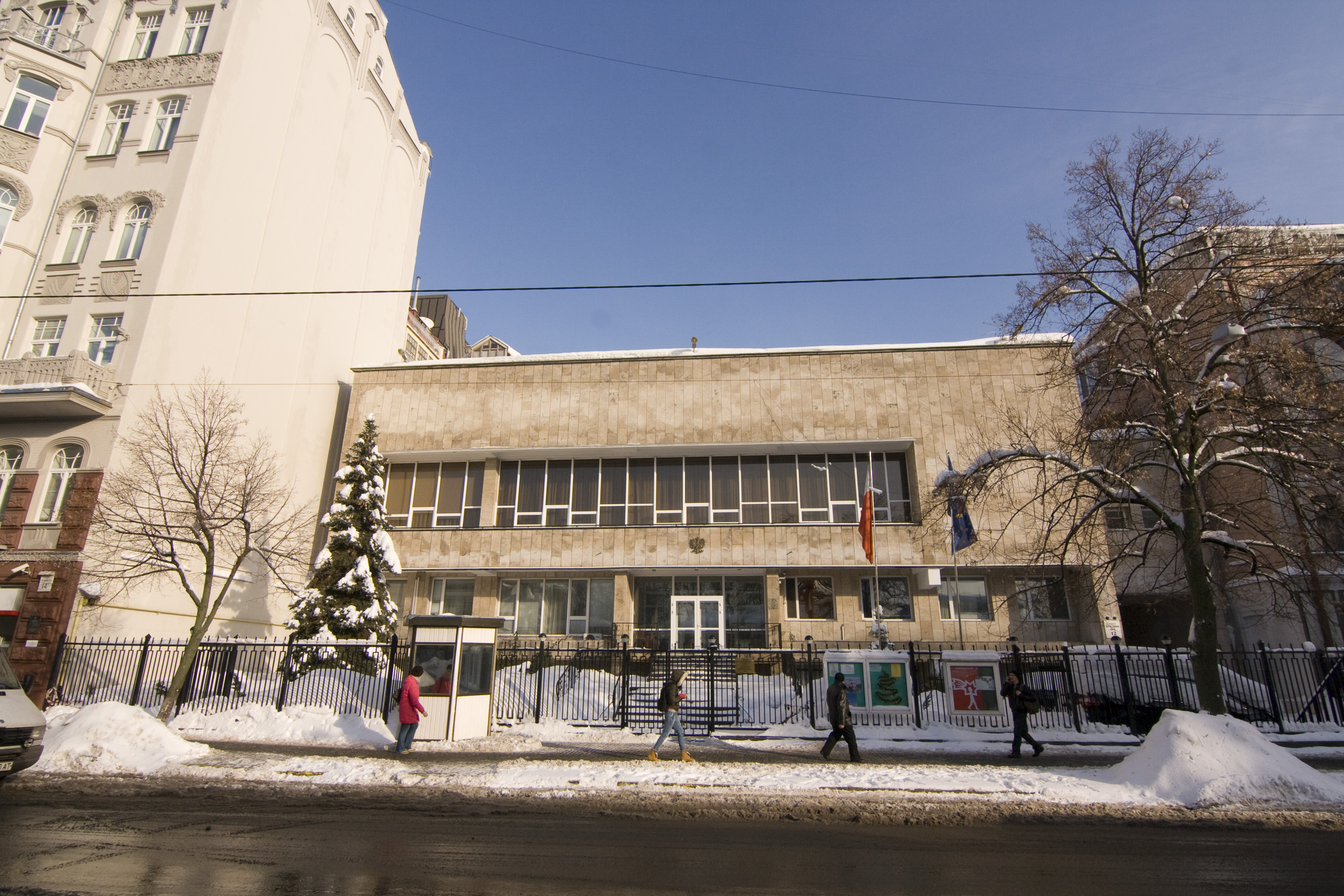
Ambasada Polski w Kijowie

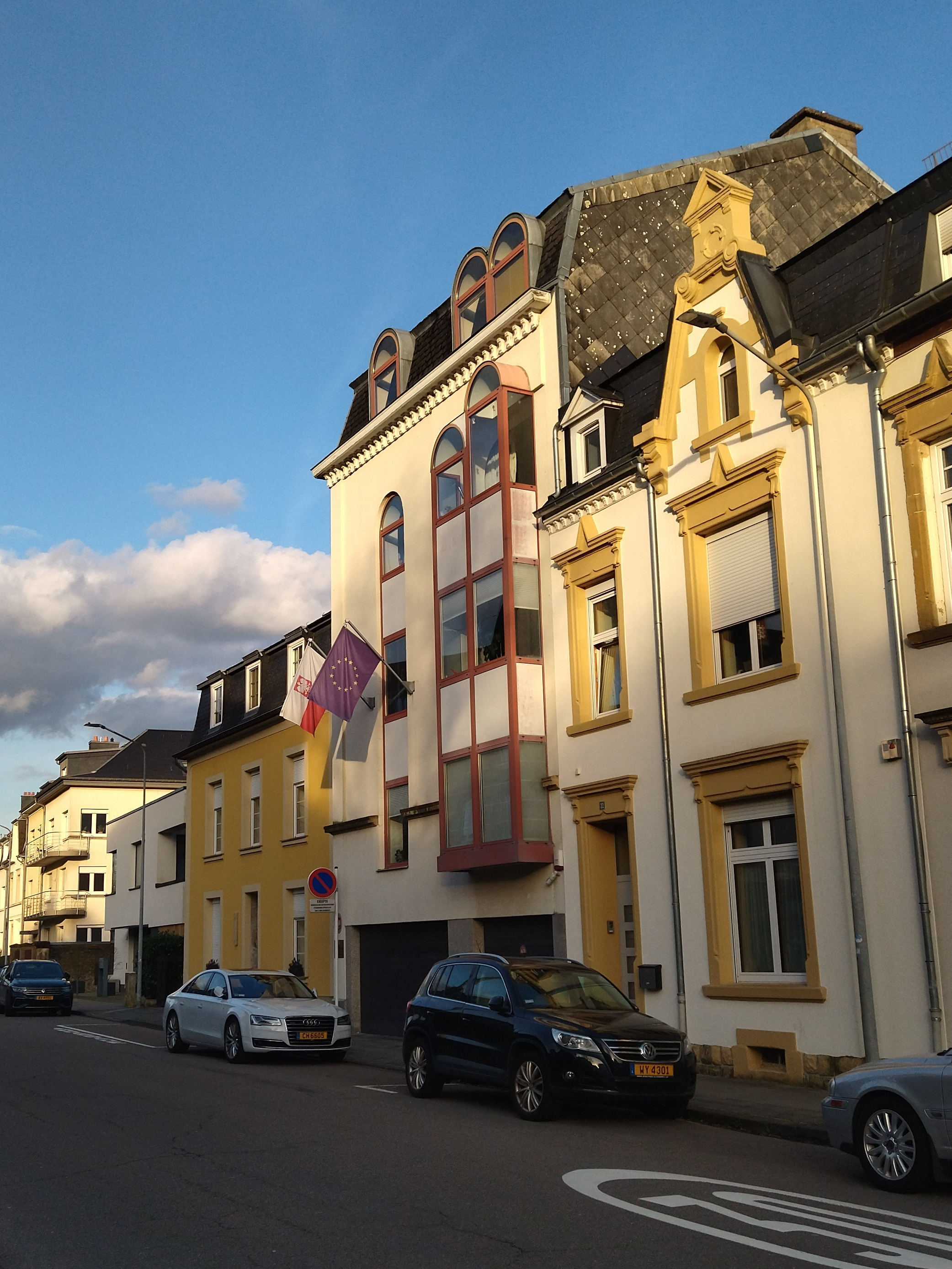
Ambasada Polski w Luksemburgu

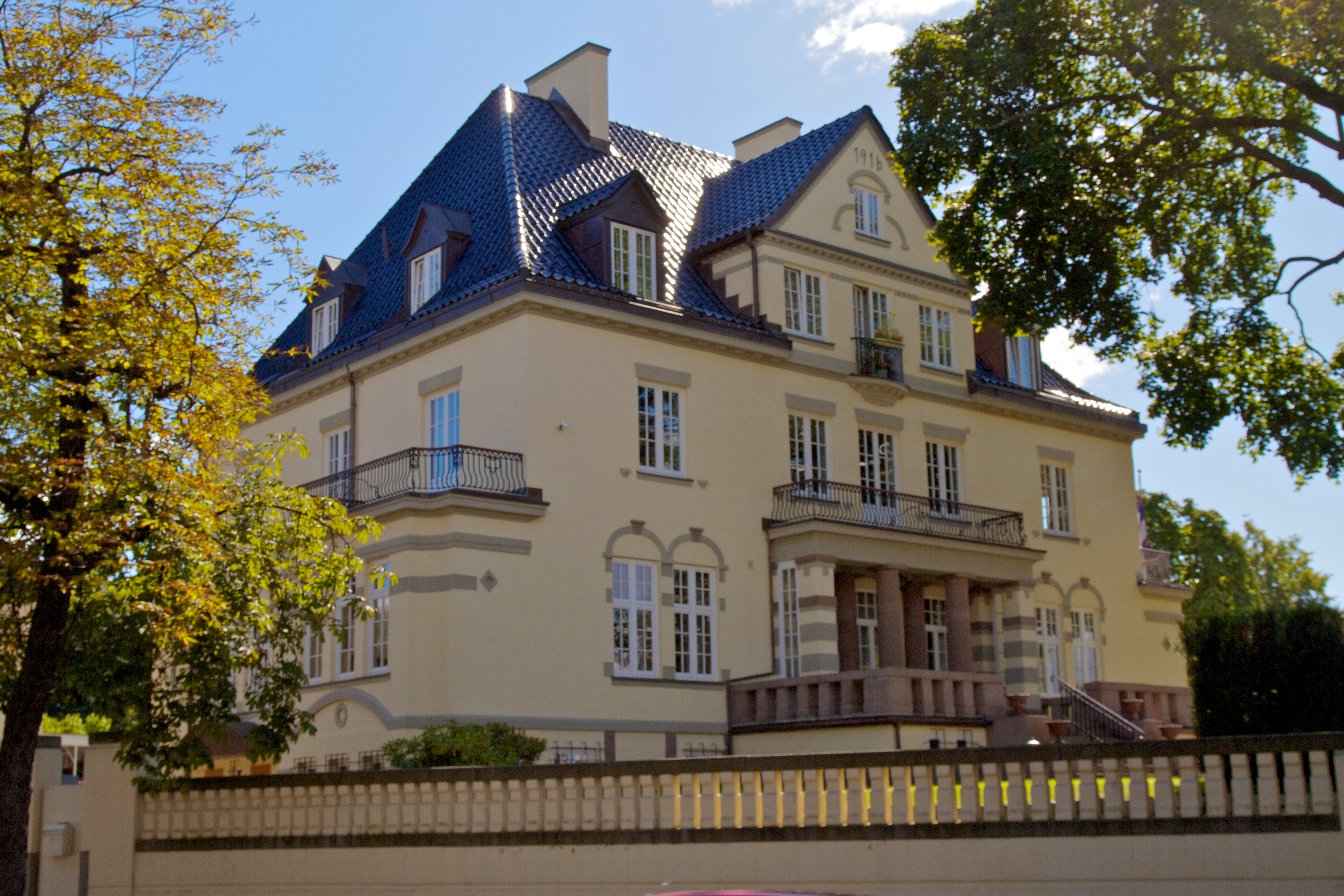
Ambasada Polski w Oslo

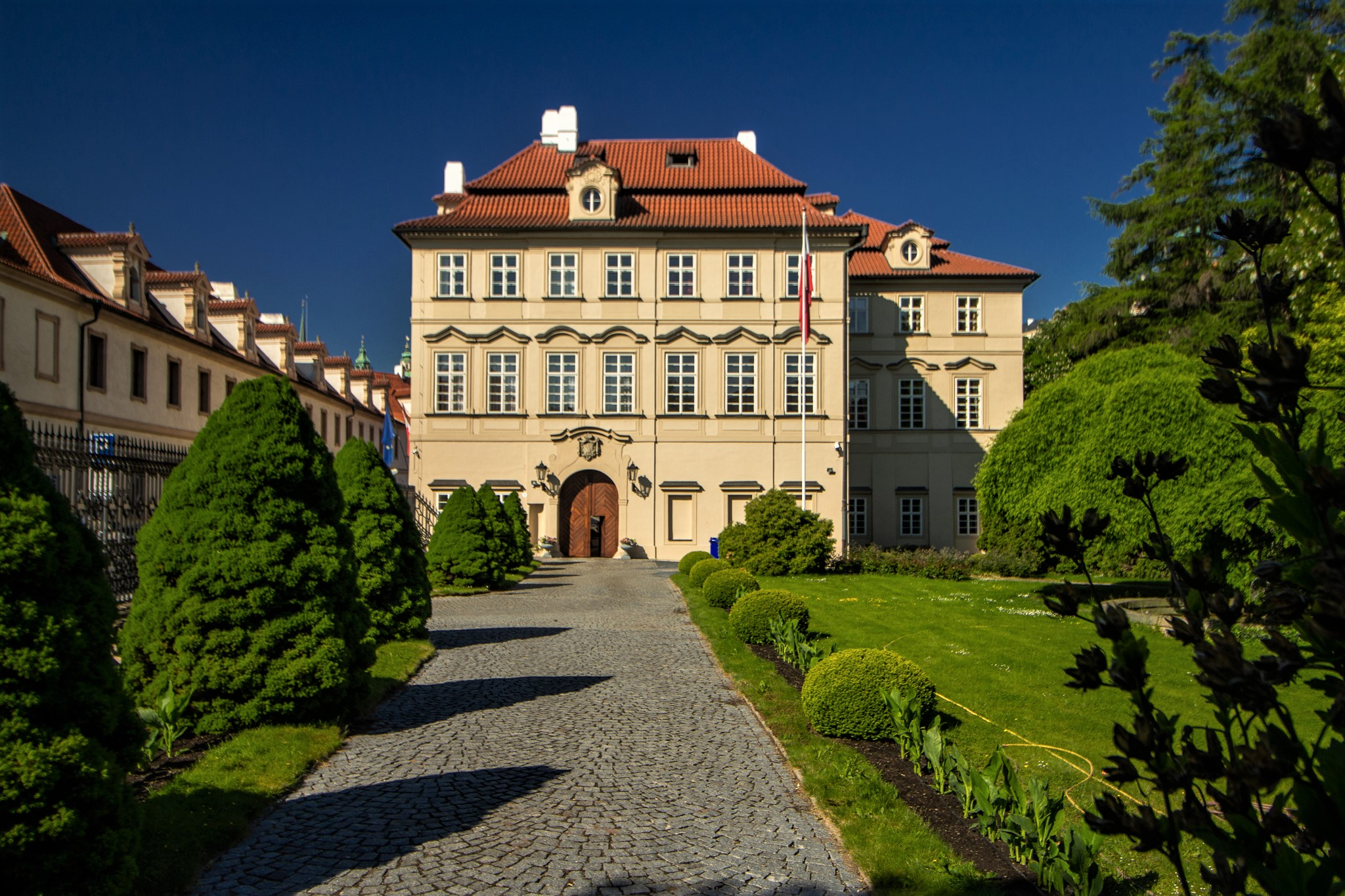
Ambasada Polski w Pradze

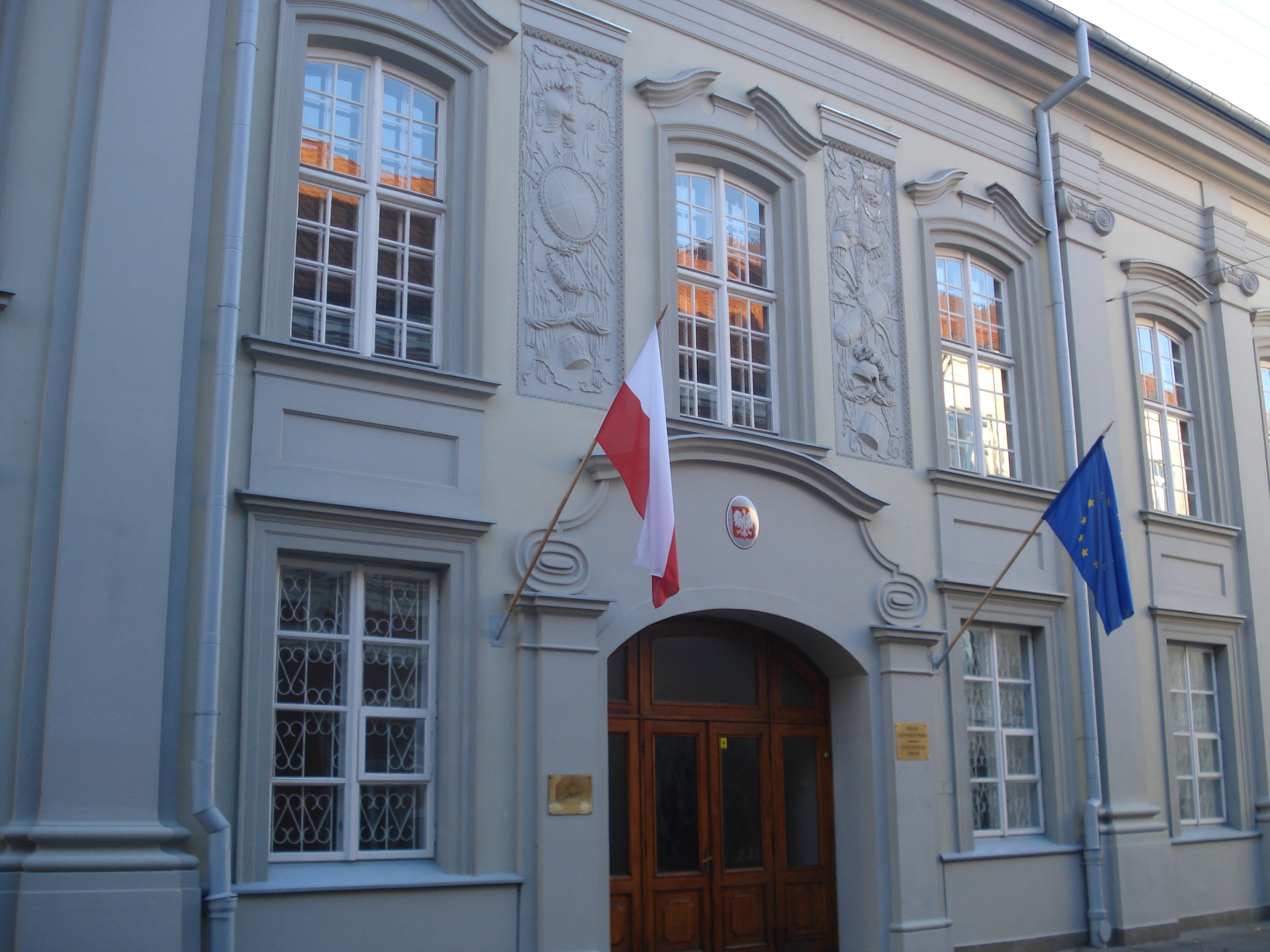
Ambasada Polski w Wilnie

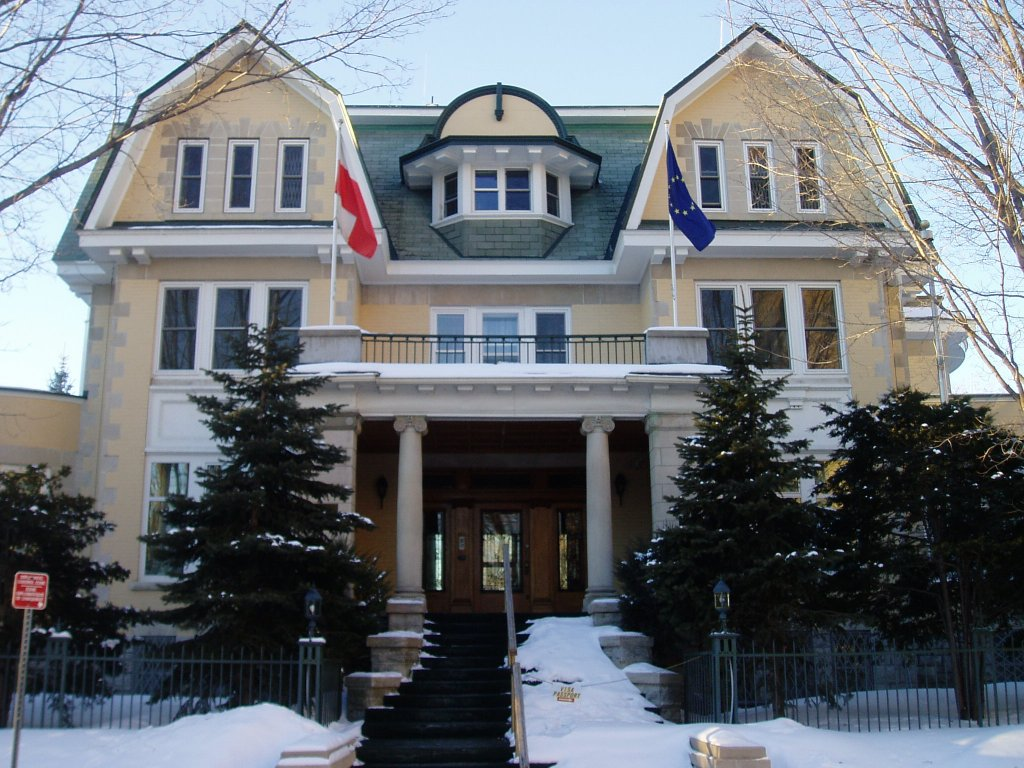
Ambasada Polski w Ottawie

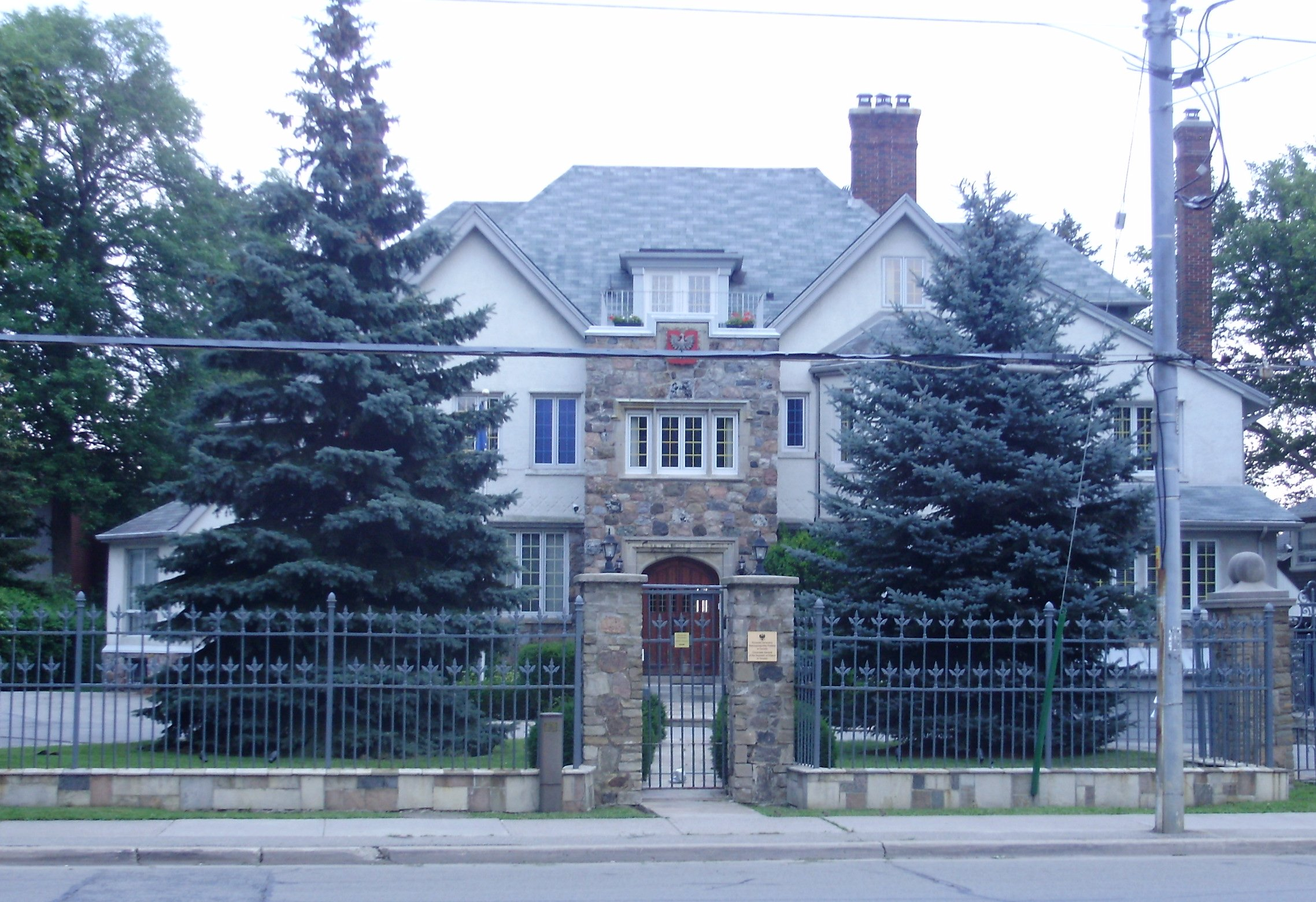
Konsulat Generalny RP w Toronto

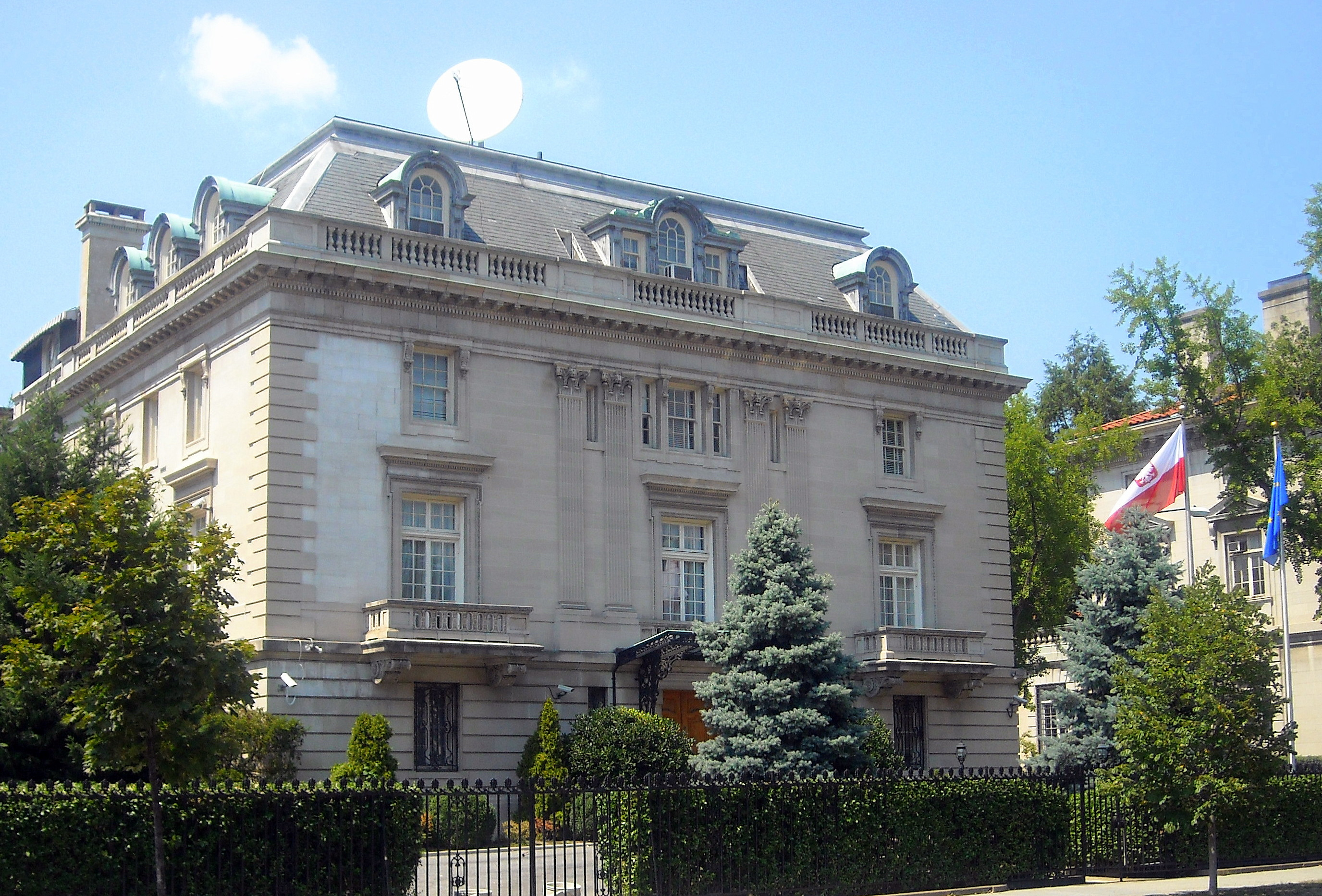
Ambasada Polski w Waszyngtonie

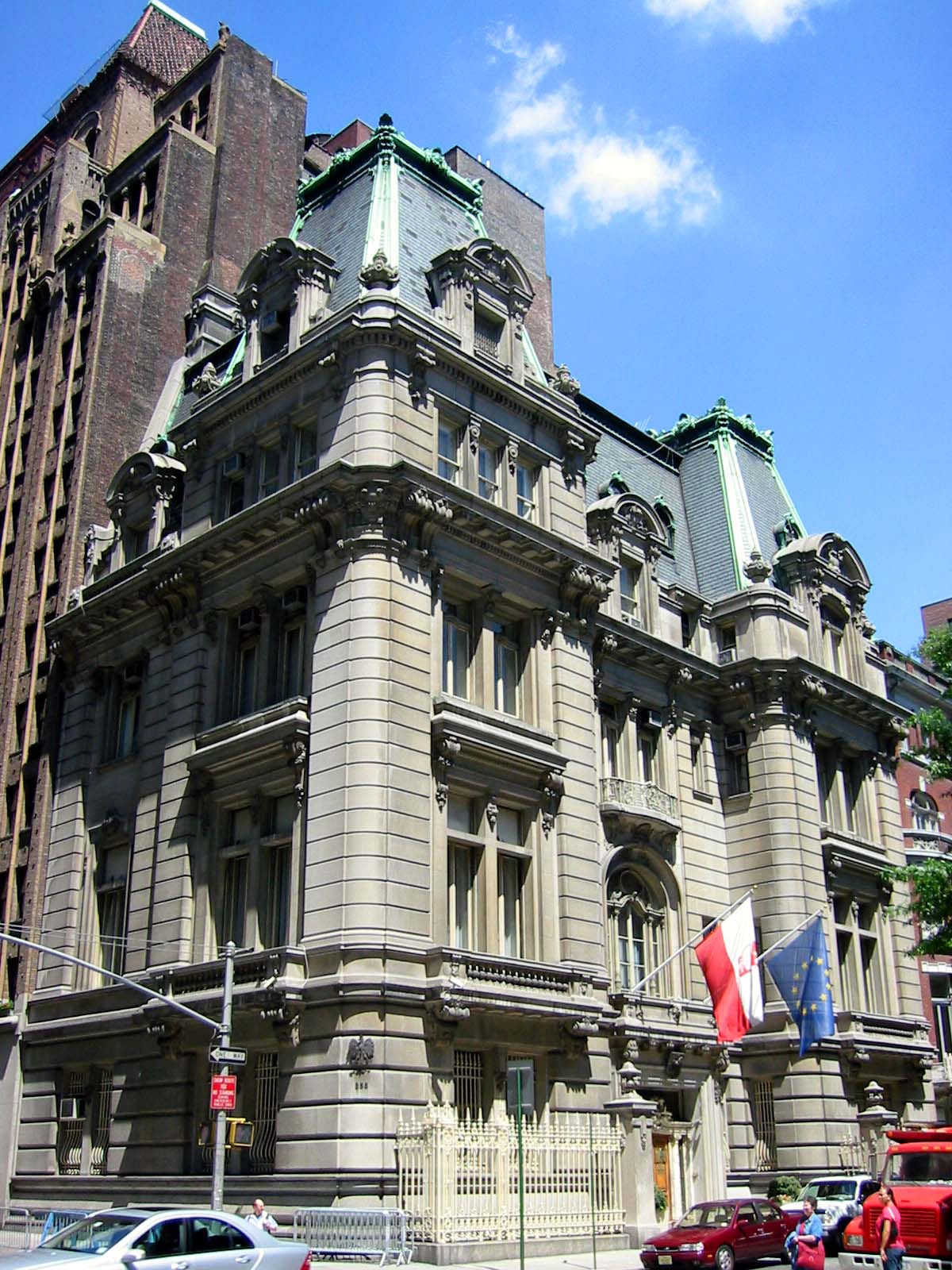
Konsulat Generalny RP w Nowym Jorku

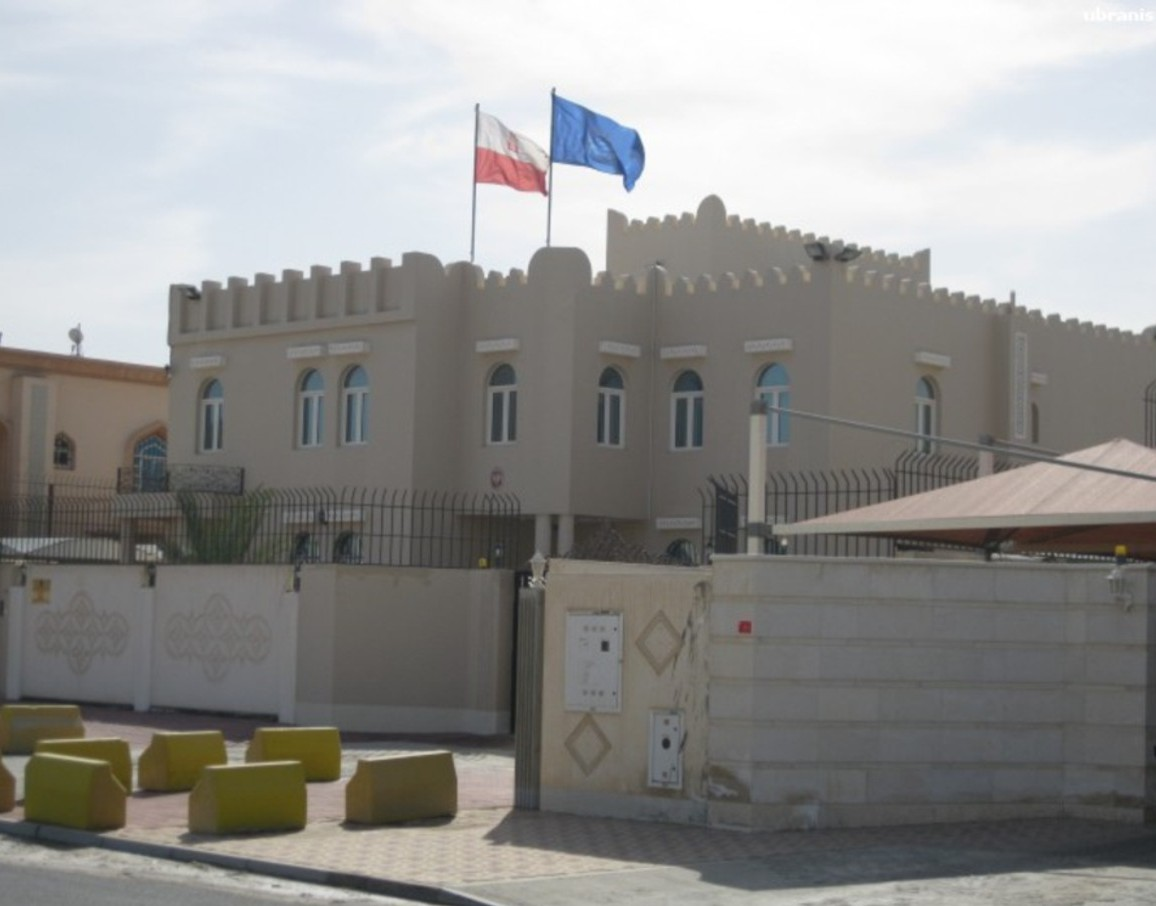
Ambasada Polski w Dosze

### Ambasady Rzeczypospolitej Polskiej
Polska posiada swoje ambasady w 93 państwach świata:

#### Ambasady w Europie
| - Albania – Ambasada RP w Tiranie - Armenia – Ambasada RP w Erywaniu - Austria – Ambasada RP w Wiedniu - Azerbejdżan – Ambasada RP w Baku - Belgia – Ambasada RP w Brukseli - Białoruś – Ambasada RP w Mińsku - Bośnia i Hercegowina – Ambasada RP w Sarajewie - Bułgaria – Ambasada RP w Sofii - Chorwacja – Ambasada RP w Zagrzebiu - Cypr – Ambasada RP w Nikozji - Czarnogóra – Ambasada RP w Podgoricy - Czechy – Ambasada RP w Pradze - Dania – Ambasada RP w Kopenhadze - Estonia – Ambasada RP w Tallinnie - Finlandia – Ambasada RP w Helsinkach - Francja – Ambasada RP w Paryżu - Grecja – Ambasada RP w Atenach - Gruzja – Ambasada RP w Tbilisi - Hiszpania – Ambasada RP w Madrycie - Holandia – Ambasada RP w Hadze - Irlandia – Ambasada RP w Dublinie - Islandia – Ambasada RP w Reykjavíku | - Litwa – Ambasada RP w Wilnie - Luksemburg – Ambasada RP w Luksemburgu - Łotwa – Ambasada RP w Rydze - Macedonia Północna – Ambasada RP w Skopje - Malta – Ambasada RP w Valletcie - Mołdawia – Ambasada RP w Kiszyniowie - Niemcy – Ambasada RP w Berlinie - Norwegia – Ambasada RP w Oslo - Portugalia – Ambasada RP w Lizbonie - Rosja – Ambasada RP w Moskwie - Rumunia – Ambasada RP w Bukareszcie - Serbia – Ambasada RP w Belgradzie - Słowacja – Ambasada RP w Bratysławie - Słowenia – Ambasada RP w Lublanie - Szwajcaria – Ambasada RP w Bernie - Szwecja – Ambasada RP w Sztokholmie - Ukraina – Ambasada RP w Kijowie - Watykan – Ambasada RP przy Stolicy Apostolskiej - Węgry – Ambasada RP w Budapeszcie - Wielka Brytania – Ambasada RP w Londynie - Włochy – Ambasada RP w Rzymie |

#### Ambasady w Afryce
| - Algieria – Ambasada RP w Algierze - Angola – Ambasada RP w Luandzie - Egipt – Ambasada RP w Kairze - Etiopia – Ambasada RP w Addis Abebie - Kenia – Ambasada RP w Nairobi - Libia – Ambasada RP w Trypolisie - Nigeria – Ambasada RP w Abudży | - Maroko – Ambasada RP w Rabacie - Południowa Afryka – Ambasada RP w Pretorii - Rwanda – Ambasada RP w Kigali - Senegal – Ambasada RP w Dakarze - Sudan – Ambasada RP w Chartumie - Tanzania – Ambasada RP w Dar es Salaam - Tunezja – Ambasada RP w Tunisie |

#### Ambasady w Ameryce Południowej
| - Argentyna – Ambasada RP w Buenos Aires - Brazylia – Ambasada RP w Brasílii - Chile – Ambasada RP w Santiago | - Kolumbia – Ambasada RP w Bogocie - Peru – Ambasada RP w Limie - Wenezuela – Ambasada RP w Caracas |

#### Ambasady w Ameryce Północnej
| - Kanada – Ambasada RP w Ottawie - Kuba – Ambasada RP w Hawanie - Meksyk – Ambasada RP w Meksyku | - Panama – Ambasada RP w Panamie - Stany Zjednoczone – Ambasada RP w Waszyngtonie |

#### Ambasady w Azji
| - Arabia Saudyjska – Ambasada RP w Rijadzie - Chiny – Ambasada RP w Pekinie - Filipiny – Ambasada RP w Manili - Indie – Ambasada RP w Nowym Delhi - Indonezja – Ambasada RP w Dżakarcie - Irak – Ambasada RP w Bagdadzie - Iran – Ambasada RP w Teheranie - Izrael – Ambasada RP w Tel Awiwie - Japonia – Ambasada RP w Tokio - Jordania – Ambasada RP w Ammanie - Katar – Ambasada RP w Dosze - Kazachstan – Ambasada RP w Astanie | - Korea Południowa – Ambasada RP w Seulu - Kuwejt – Ambasada RP w Kuwejcie - Liban – Ambasada RP w Bejrucie - Malezja – Ambasada RP w Kuala Lumpur - Mongolia – Ambasada RP w Ułan Bator - Pakistan – Ambasada RP w Islamabadzie - Singapur – Ambasada RP w Singapurze - Tajlandia – Ambasada RP w Bangkoku - Turcja – Ambasada RP w Ankarze - Uzbekistan – Ambasada RP w Taszkencie - Wietnam – Ambasada RP w Hanoi - Zjednoczone Emiraty Arabskie – Ambasada RP w Abu Zabi |

#### Ambasady w Oceanii
| - Australia – Ambasada RP w Canberze | - Nowa Zelandia – Ambasada RP w Wellington |

### Akredytacje polskich ambasad poza państwami przyjmującymi
- Ambasador RP w Abudży akredytowany również w Beninie, Ghanie, Gwinei Równikowej, Kamerunie, Liberii, Sierra Leone i Togo
- Ambasador RP w Addis Abebie akredytowany również w Dżibuti i Sudanie Południowym
- Ambasador RP w Algierze akredytowany również w Czadzie i Nigrze
- Ambasador RP w Astanie akredytowany również w Kirgistanie
- Ambasador RP w Baku akredytowany również w Turkmenistanie
- Ambasador RP w Bangkoku akredytowany również w Kambodży, Laosie i Mjanmie
- Ambasador RP w Bernie akredytowany również w Liechtensteinie
- Ambasador RP w Bogocie akredytowany również w Antigui i Barbudzie, Dominikanie, Haiti i Saint Lucia
- Ambasador RP w Buenos Aires akredytowany również w Paragwaju i Urugwaju
- Ambasador RP w Canberze akredytowany również w Fidżi, Mikronezji, Nauru, Papui-Nowej Gwinei, Vanuatu i na Wyspach Marshalla oraz Wyspach Salomona[97]
- Ambasador RP w Caracas akredytowany również w Barbadosie, Dominice, Grenadzie, Gujanie, Jamajce, Saint Vincent i Grenadynach, Surinamie oraz Trynidadzie i Tobago
- Ambasador RP w Dakarze akredytowany również w Burkinie Faso, Gambii, Gwinei, Gwinei Bissau, Mali, Republice Zielonego Przylądka oraz Wybrzeżu Kości Słoniowej
- Ambasador RP w Dar es Salaam akredytowany również w Burundi, Komorach, Malawi i Rwandzie
- Ambasador RP w Dżakarcie akredytowany również w Timorze Wschodnim
- Ambasador RP w Kairze akredytowany również w Erytrei
- Ambasador RP w Kuala Lumpur akredytowany również w Brunei
- Ambasador RP w Kuwejcie akredytowany również w Bahrajnie
- Ambasador RP w Limie akredytowany również w Boliwii i Ekwadorze
- Ambasador RP w Luandzie akredytowany również w Demokratycznej Republice Konga, Gabonie, Republice Konga, Republice Środkowoafrykańskiej oraz Wyspach Świętego Tomasza i Książęcej
- Ambasador RP w Madrycie akredytowany również w Andorze
- Ambasador RP w Manili akredytowany również w Palau[98]
- Ambasador RP w Meksyku akredytowany również w Kostaryce
- Ambasador RP w Nairobi akredytowany również w Madagaskarze, Mauritiusie, Seszelach, Somalii i Ugandzie
- Ambasador RP w Nowym Delhi akredytowany również w Afganistanie, Bangladeszu, Bhutanie, Malediwach, Nepalu i Sri Lance[99]
- Ambasador RP w Panamie akredytowany również w Belize, Gwatemali, Hondurasie, Nikaragui i Salwadorze
- Ambasador RP w Paryżu akredytowany również w Monako
- Ambasador RP w Pretorii akredytowany również w Botswanie, Lesotho, Malawi, Mozambiku, Namibii, Eswatini, Zambii i Zimbabwe
- Ambasador RP w Rabacie akredytowany również w Mauretanii
- Ambasador RP w Rijadzie akredytowany również w Jemenie i Omanie
- Ambasador RP w Rzymie akredytowany również w San Marino[100]
- Ambasador RP w Taszkencie akredytowany również w Tadżykistanie
- Ambasador RP w Waszyngtonie akredytowany również na Bahamach
- Ambasador RP w Wellington akredytowany również w Kiribati, Samoa, Tonga, Tuvalu[101]
- Ambasador RP w Watykanie akredytowany również przy Suwerennym Wojskowym Zakonie Maltańskim

### Przedstawicielstwa Rzeczypospolitej Polskiej przy organizacjach międzynarodowych

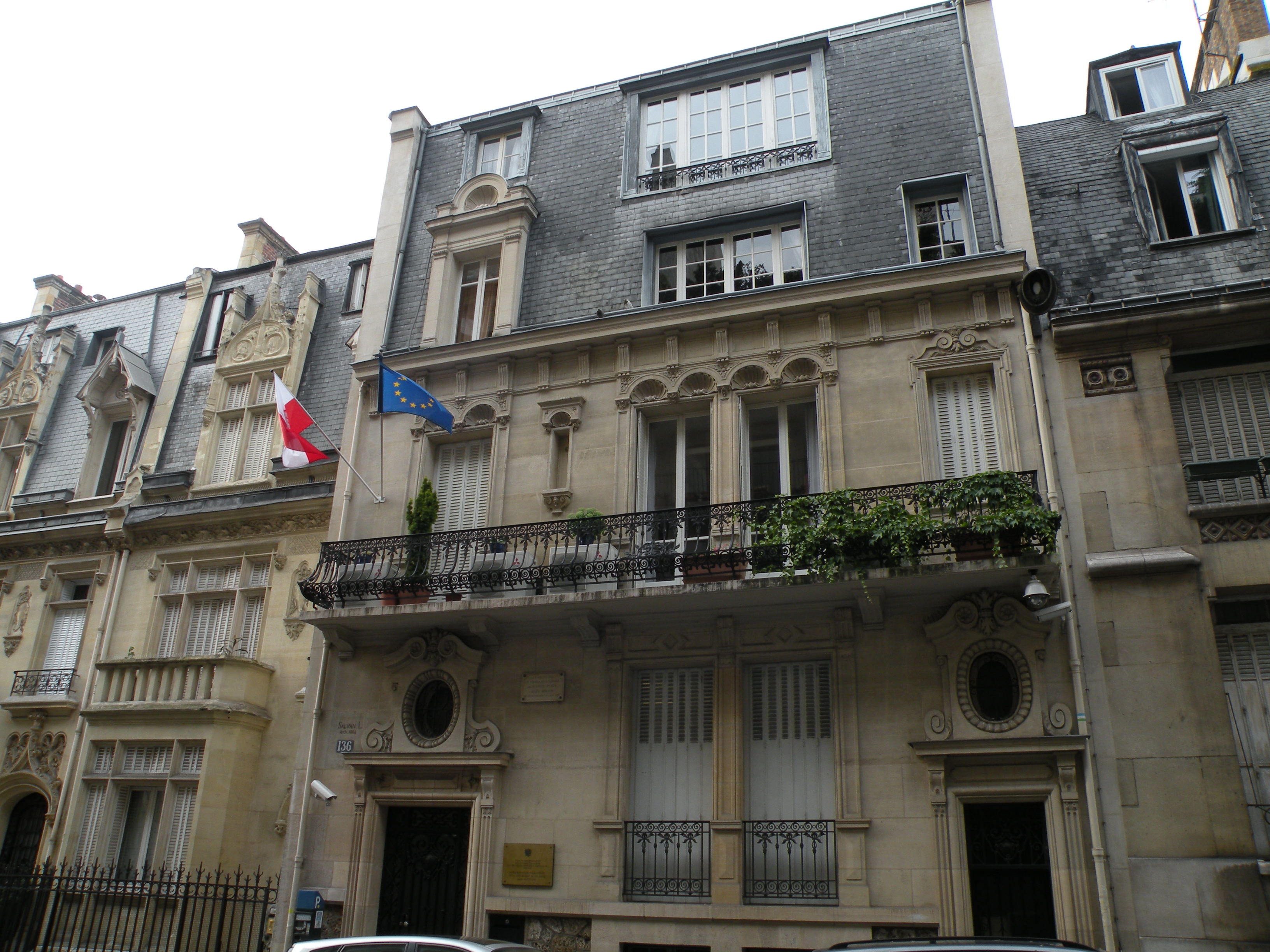
Stałe Przedstawicielstwo RP przy OECD w Paryżu

- Stałe Przedstawicielstwo RP przy Unii Europejskiej w Brukseli[102]
- Stałe Przedstawicielstwo RP przy Organizacji Traktatu Północnoatlantyckiego w Brukseli[103]
- Stałe Przedstawicielstwo RP przy Biurze Narodów Zjednoczonych w Genewie[104]
- Stałe Przedstawicielstwo RP przy Narodach Zjednoczonych w Nowym Jorku[105]
- Stałe Przedstawicielstwo RP przy Organizacji Współpracy Gospodarczej i Rozwoju w Paryżu[106]
- Stałe Przedstawicielstwo RP przy Radzie Europy w Strasburgu[107]
- Stałe Przedstawicielstwo RP przy Biurze Narodów Zjednoczonych w Wiedniu[108]
- Stałe Przedstawicielstwo RP przy Siedzibie Narodów Zjednoczonych w Nairobi[109]
- Stałe Przedstawicielstwo RP przy organizacjach Narodów Zjednoczonych w Rzymie[110]
- Stałe Przedstawicielstwo RP przy UNESCO w Paryżu[111]
- Stałe Przedstawicielstwo RP przy Organizacji Bezpieczeństwa i Współpracy w Europie[112]

### Inne przedstawicielstwa Rzeczypospolitej Polskiej
- Przedstawicielstwo RP przy Palestyńskiej Władzy Narodowej w Ramallah[113]
- Biuro Polskie w Tajpej[114] – Polska nie uznaje państwowości Republiki Chińskiej i nie utrzymuje z nią oficjalnych stosunków dyplomatycznych, jednak ze względu na aktywne kontakty handlowe i kulturalne w 1995 na podstawie podpisanego dwustronnego porozumienia resortowego powstało Warszawskie Biuro Handlowe w Tajpej podległe Ministerstwu Spraw Zagranicznych Polski. Trzon działalności WBH opiera się o trzy podstawowe filary: promocja handlu i inwestycji, działalność konsularna oraz współpraca kulturalno-naukowa. W ramach działalności konsularnej Biuro upoważnione jest m.in. do pełnej opieki konsularnej dla obywateli RP przebywających na Tajwanie, wydawania paszportów (biometrycznych i tymczasowych), wydawania wiz dla obcokrajowców, legalizacji oraz pozostałych czynności konsularnych z zakresu obywatelskiego oraz stanu cywilnego.

### Konsulaty zawodowe Rzeczypospolitej Polskiej
Polska posiada 37 konsulatów generalnych w 18 państwach świata. Lista nie uwzględnia wydziałów konsularnych polskich ambasad.
| - Australia - Konsulat Generalny RP w Sydney - Białoruś - Konsulat Generalny RP w Brześciu - Konsulat Generalny RP w Grodnie - Brazylia - Konsulat Generalny RP w Kurytybie - Chiny - Konsulat Generalny RP w Hongkongu - Konsulat Generalny RP w Kantonie - Konsulat Generalny RP w Szanghaju - Czechy - Konsulat Generalny RP w Ostrawie - Francja - Konsulat Generalny RP w Lyonie - Hiszpania - Konsulat Generalny RP w Barcelonie - Indie - Konsulat Generalny RP w Mumbaju - Irak - Konsulat Generalny RP w Irbilu - Kanada - Konsulat Generalny RP w Montrealu - Konsulat Generalny RP w Toronto - Konsulat Generalny RP w Vancouver | - Kazachstan - Konsulat Generalny RP w Ałmaty - Niemcy - Konsulat Generalny RP w Hamburgu - Konsulat Generalny RP w Kolonii - Konsulat Generalny RP w Monachium - Rosja - Konsulat Generalny RP w Irkucku - Konsulat Generalny RP w Królewcu - Stany Zjednoczone - Konsulat Generalny RP w Chicago - Konsulat Generalny RP w Houston - Konsulat Generalny RP w Los Angeles - Konsulat Generalny RP w Nowym Jorku - Turcja - Konsulat Generalny RP w Stambule - Ukraina - Konsulat Generalny RP w Charkowie - Konsulat Generalny RP we Lwowie - Konsulat Generalny RP w Łucku - Konsulat Generalny RP w Odessie - Konsulat Generalny RP w Winnicy - Wielka Brytania - Konsulat Generalny RP w Belfaście - Konsulat Generalny RP w Edynburgu - Konsulat Generalny RP w Manchesterze - Włochy - Konsulat Generalny RP w Mediolanie |

## Placówki dyplomatyczne i konsularne obcych państw w Polsce

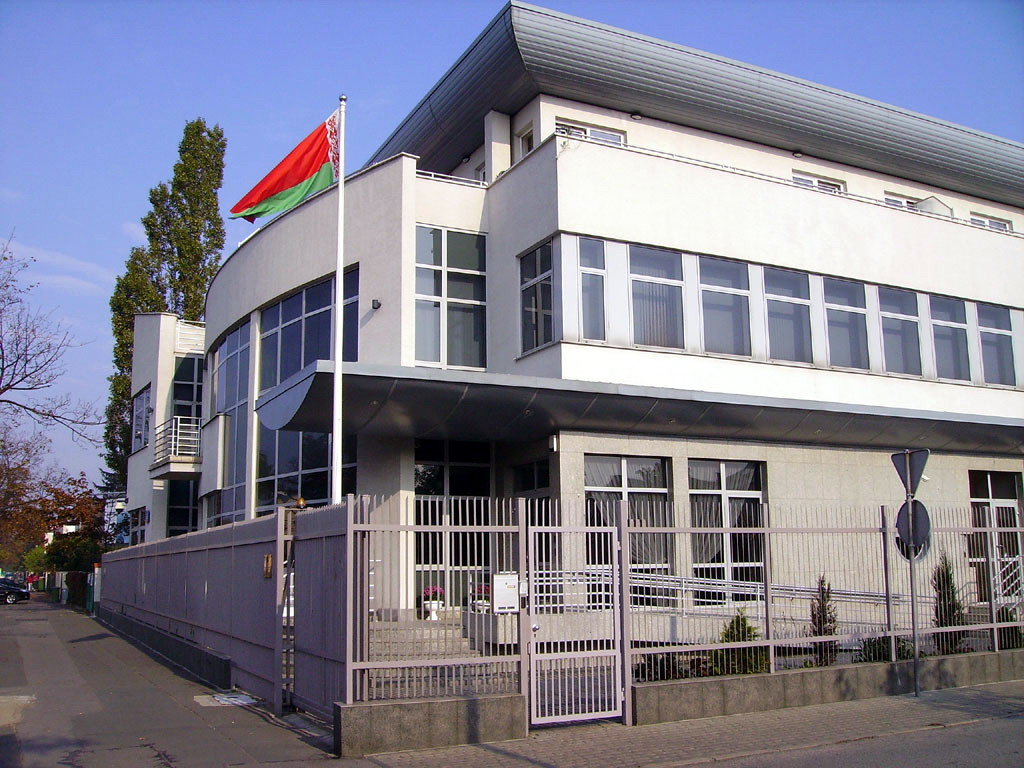
Ambasada Białorusi w Warszawie

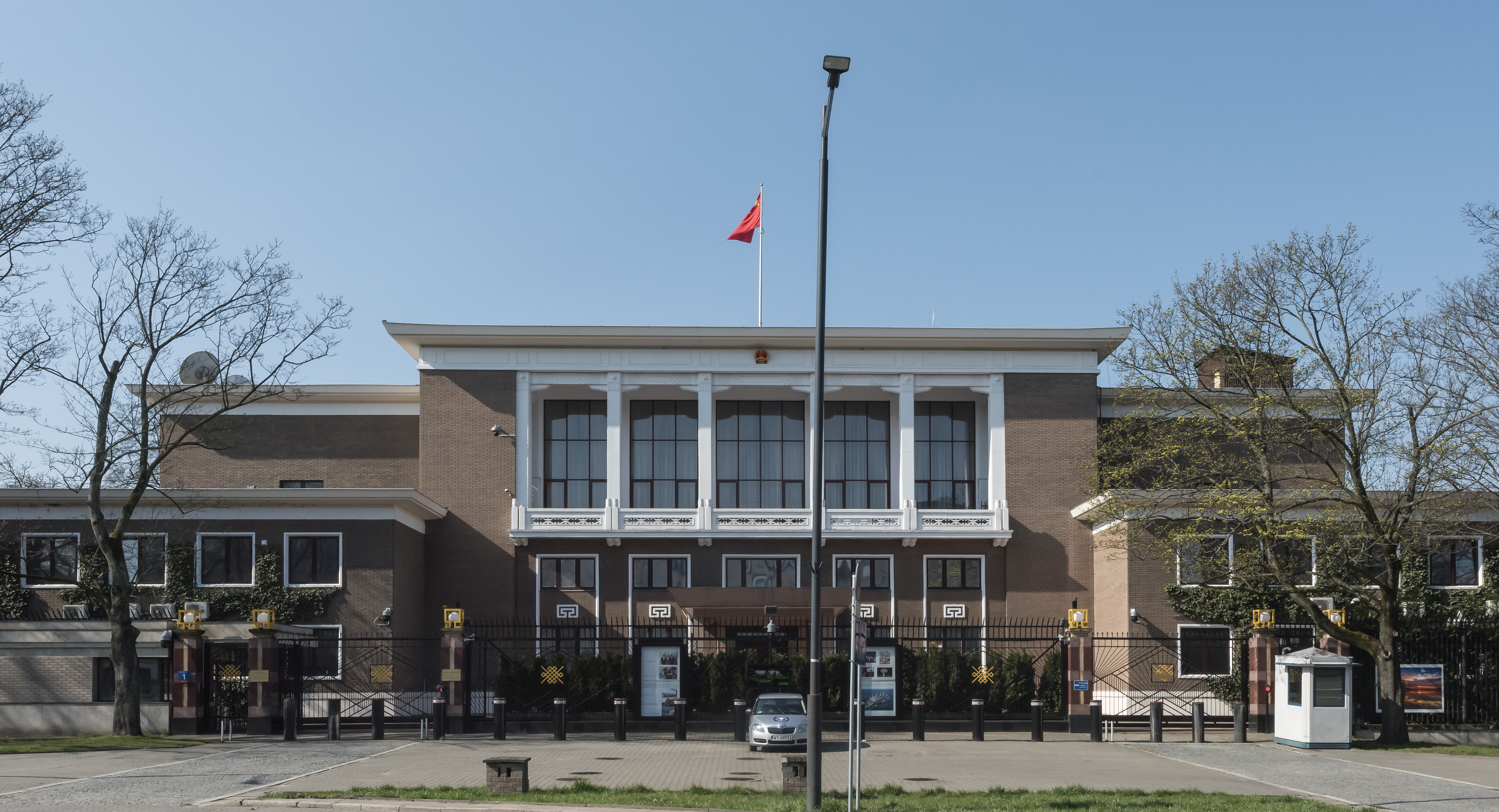
Ambasada Chińskiej Republiki Ludowej w Warszawie

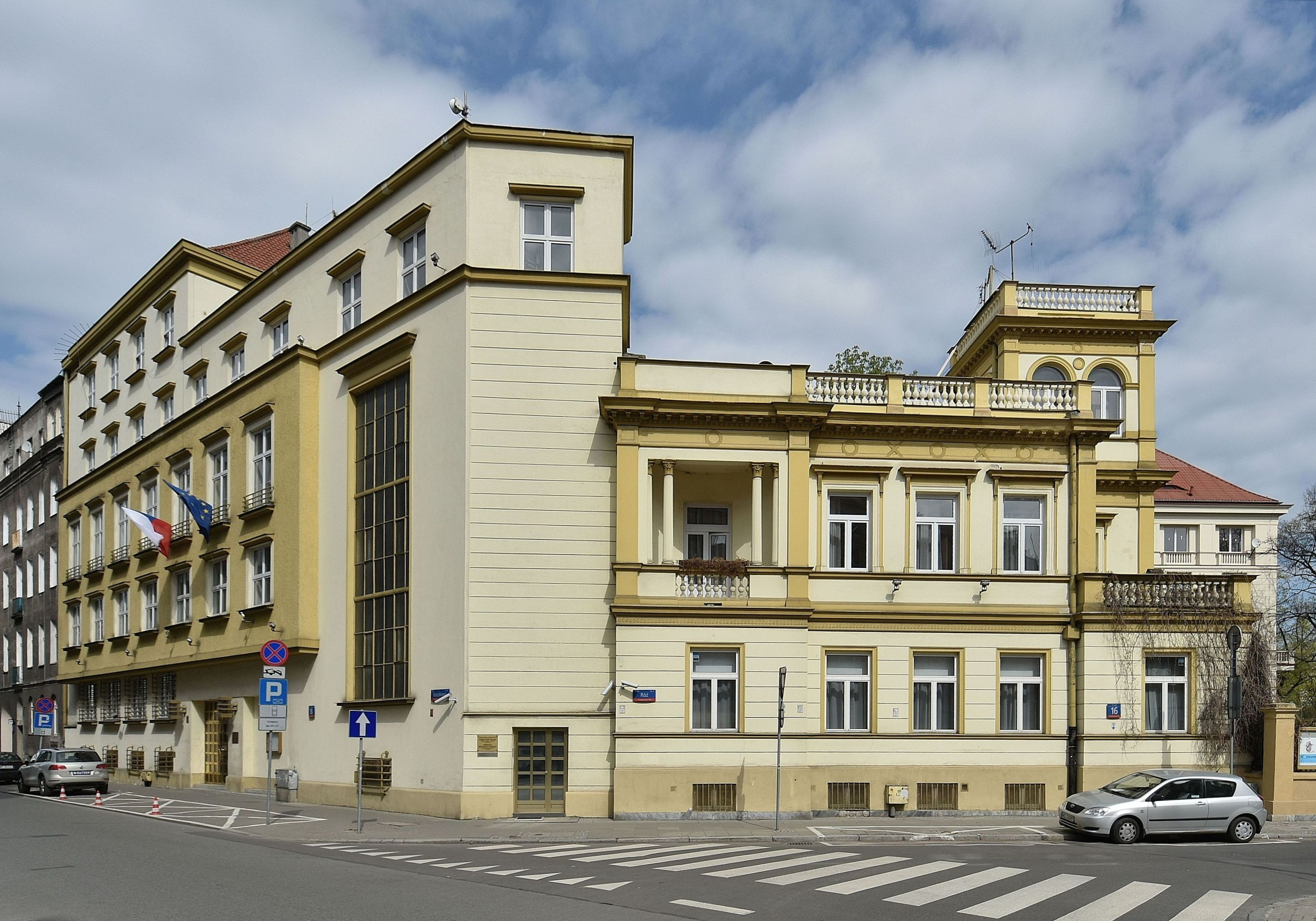
Ambasada Czech w Warszawie

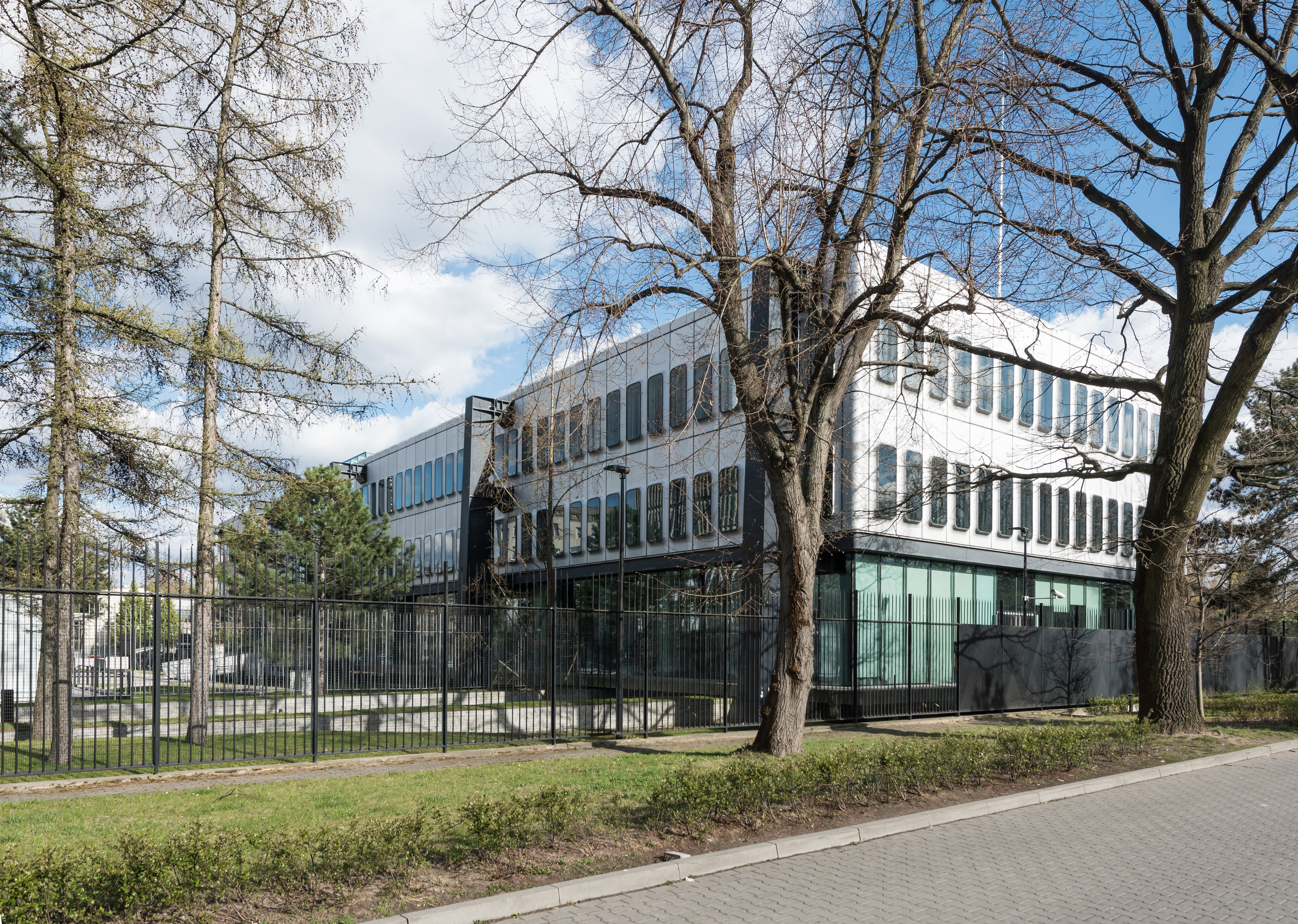
Ambasada Francji w Warszawie

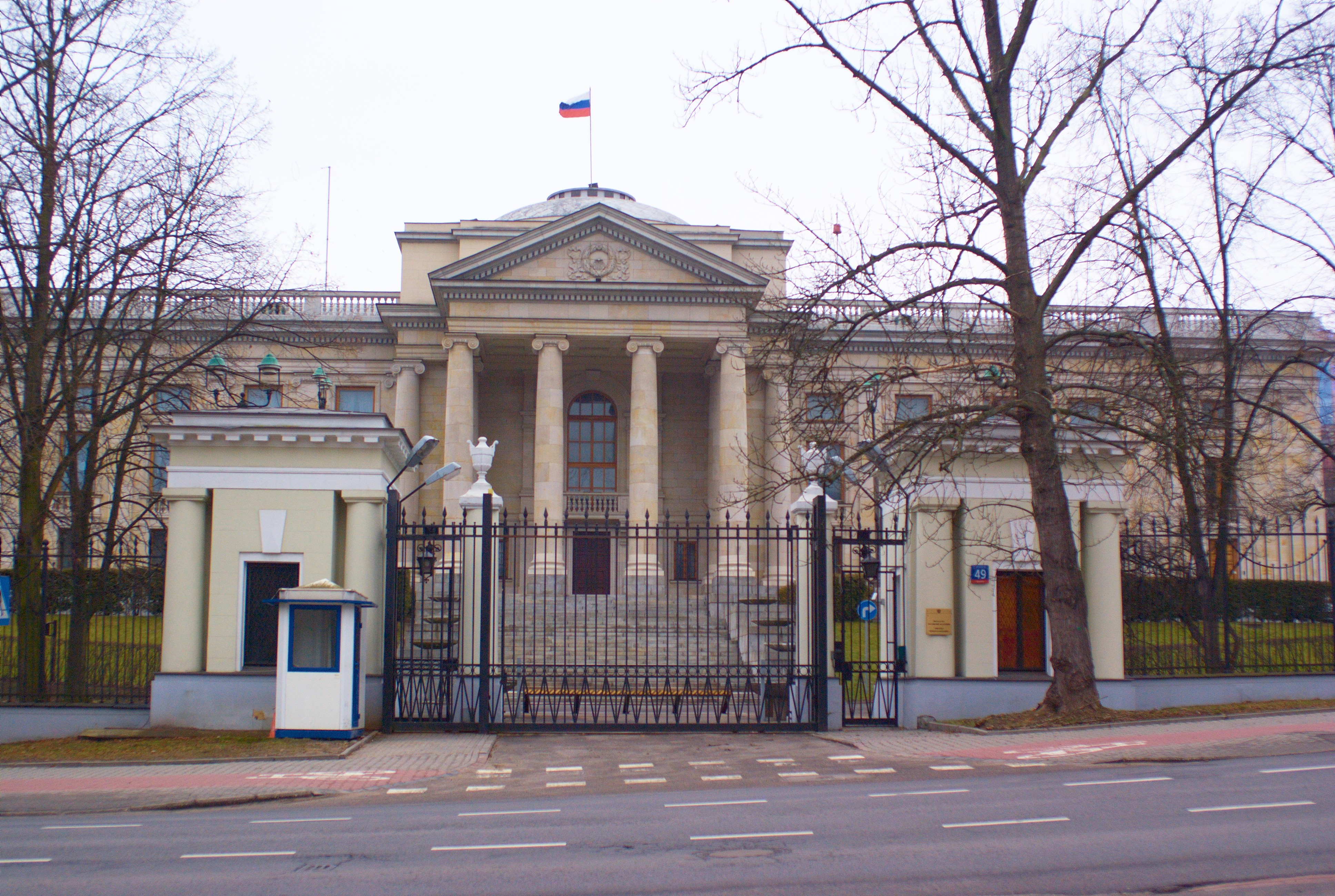
Ambasada Rosji w Warszawie

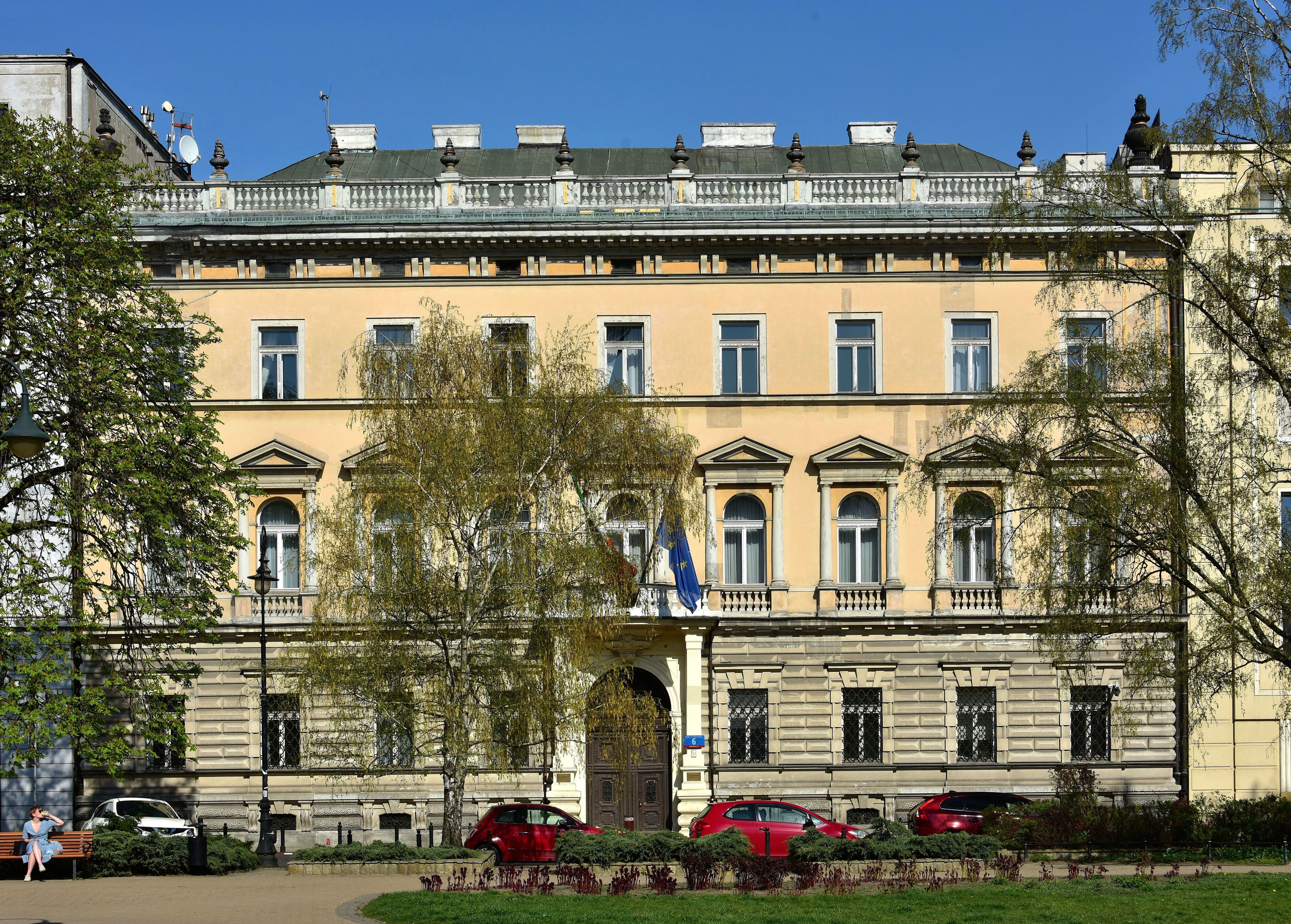
Ambasada Włoch w Warszawie

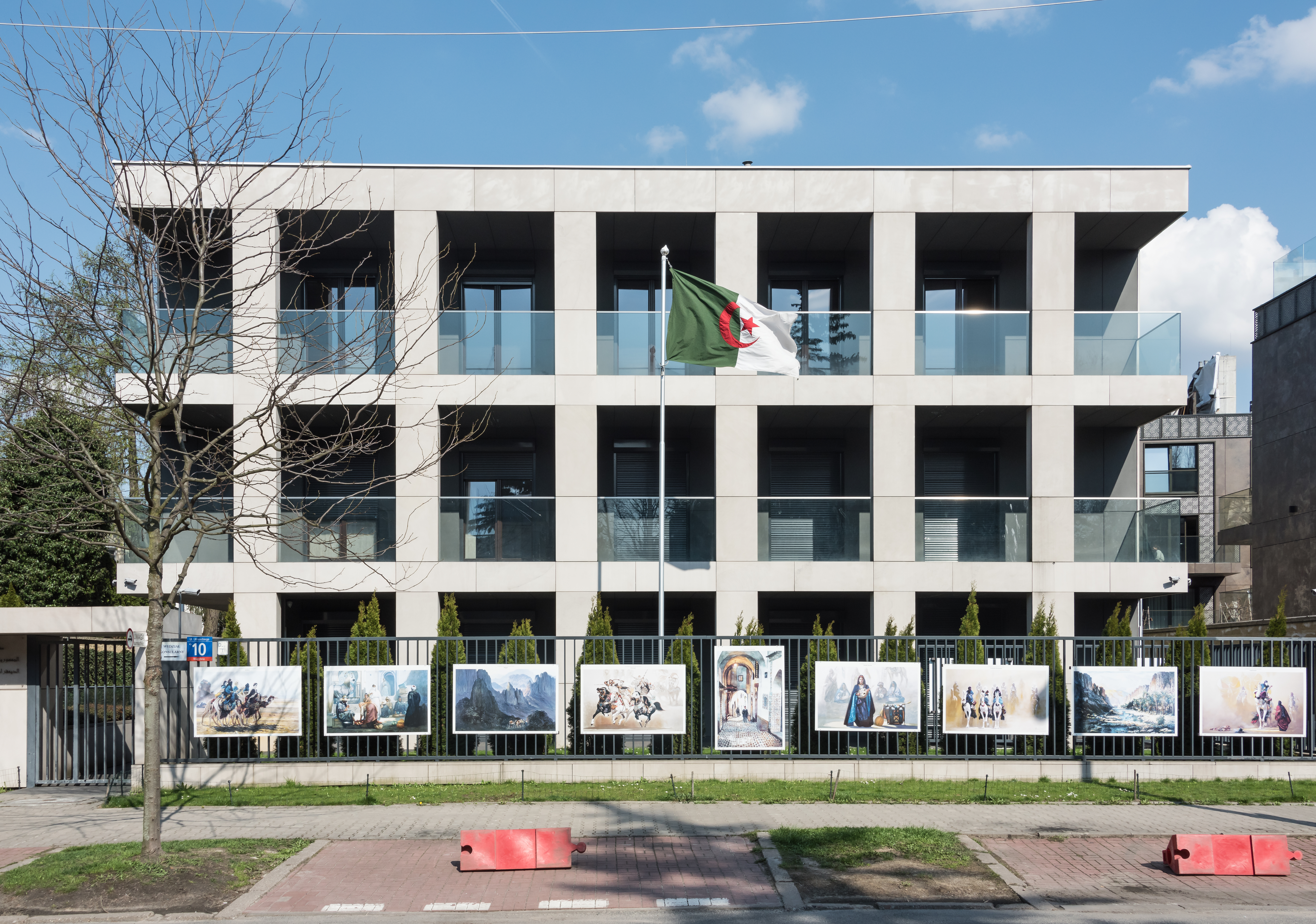
Ambasada Algierii w Warszawie

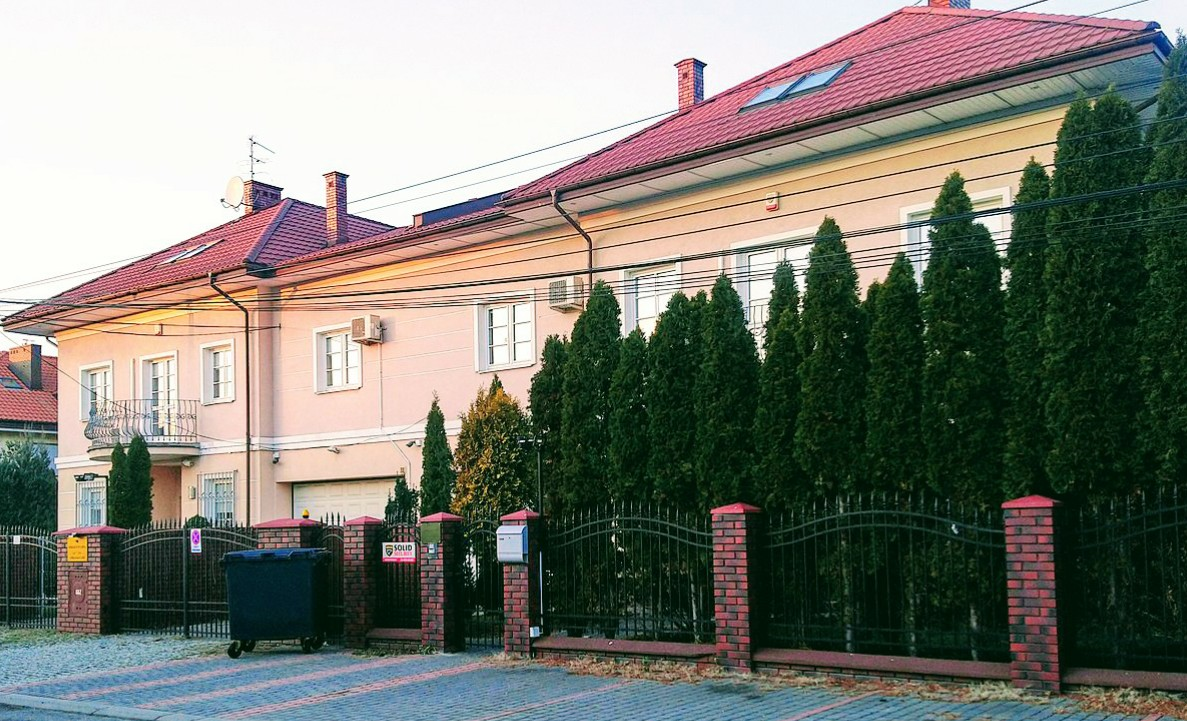
Ambasada Libii w Warszawie

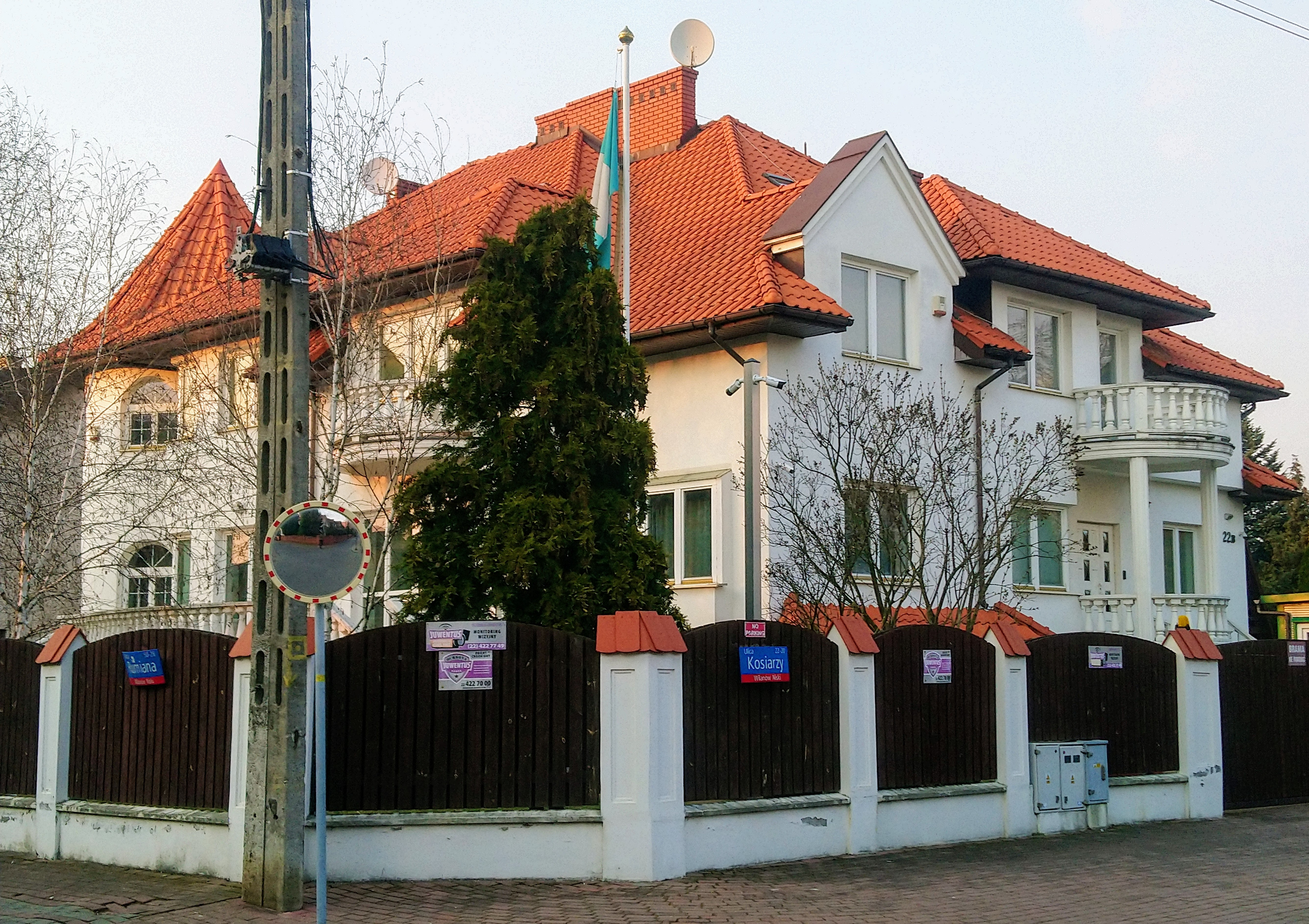
Ambasada Nigerii w Warszawie

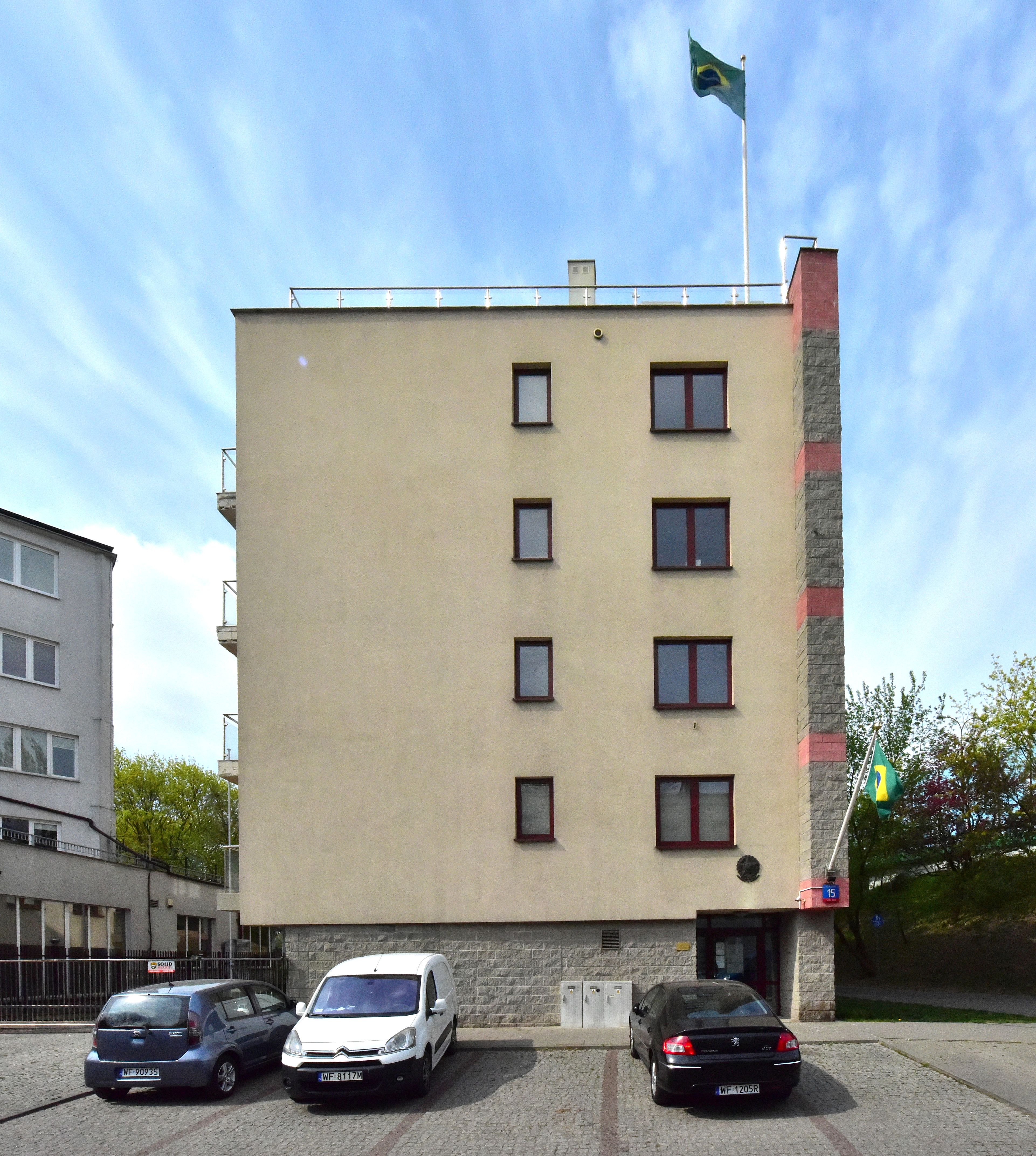
Ambasada Brazylii w Warszawie

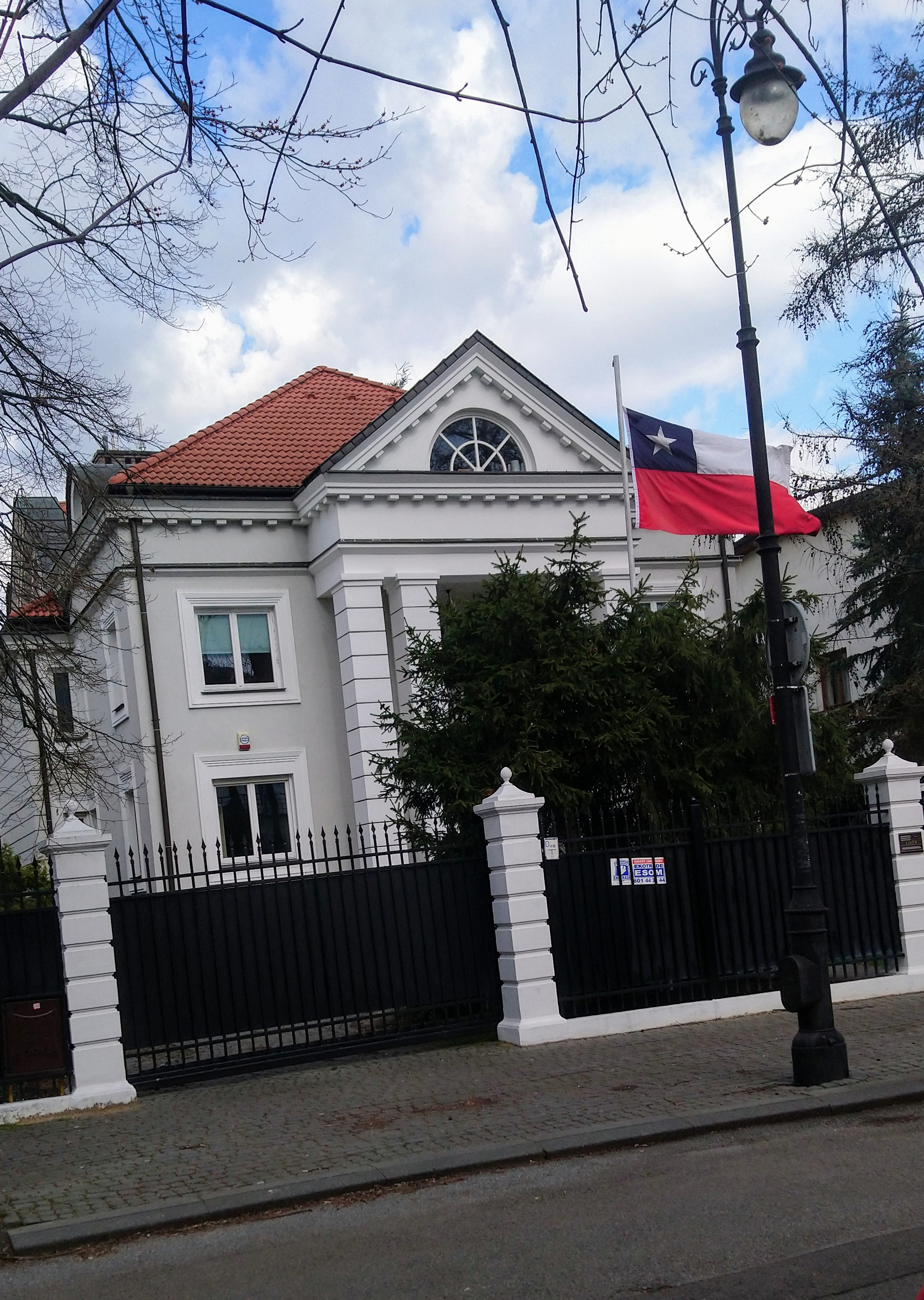
Ambasada Chile w Warszawie

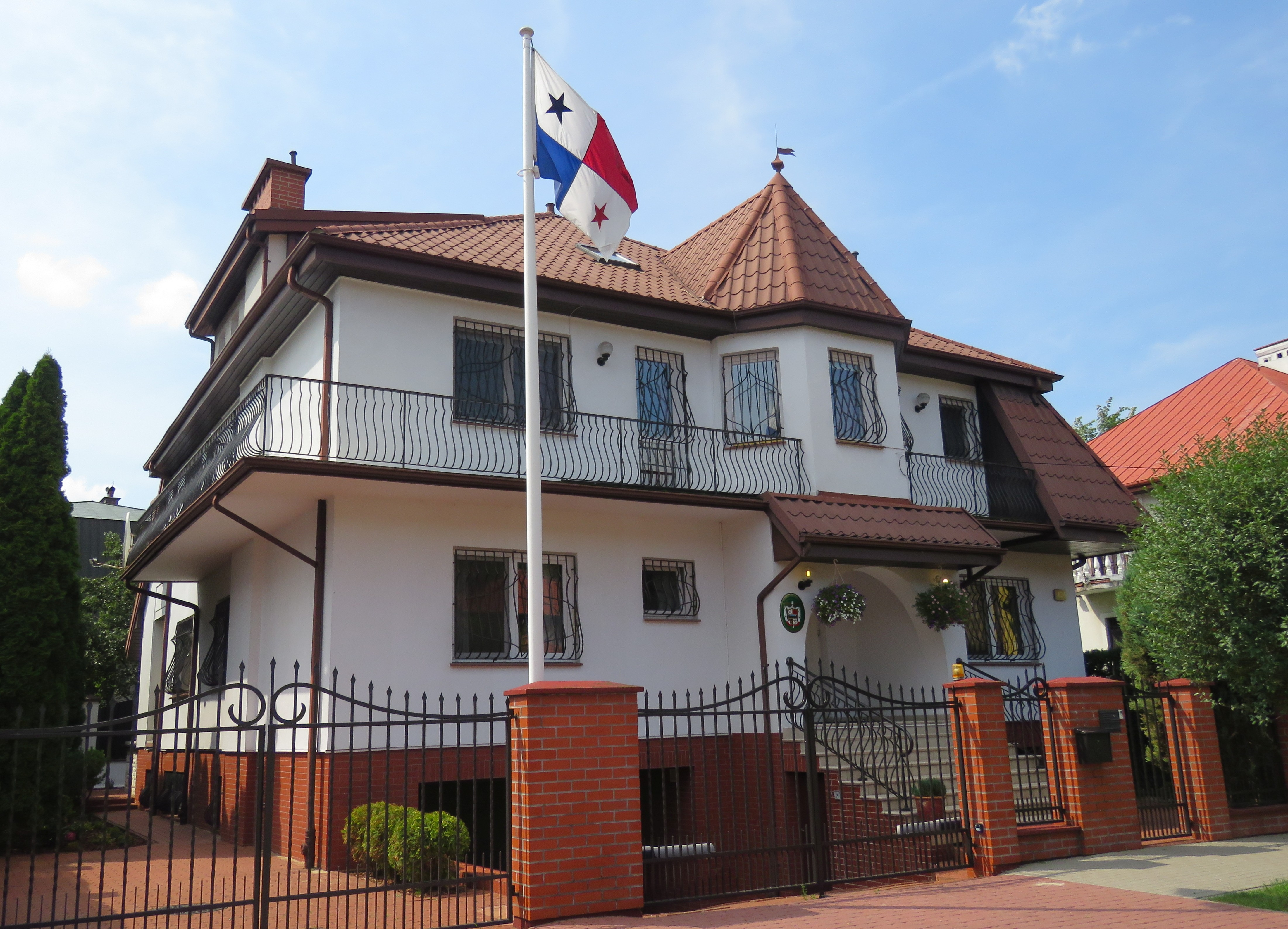
Ambasada Panamy w Warszawie

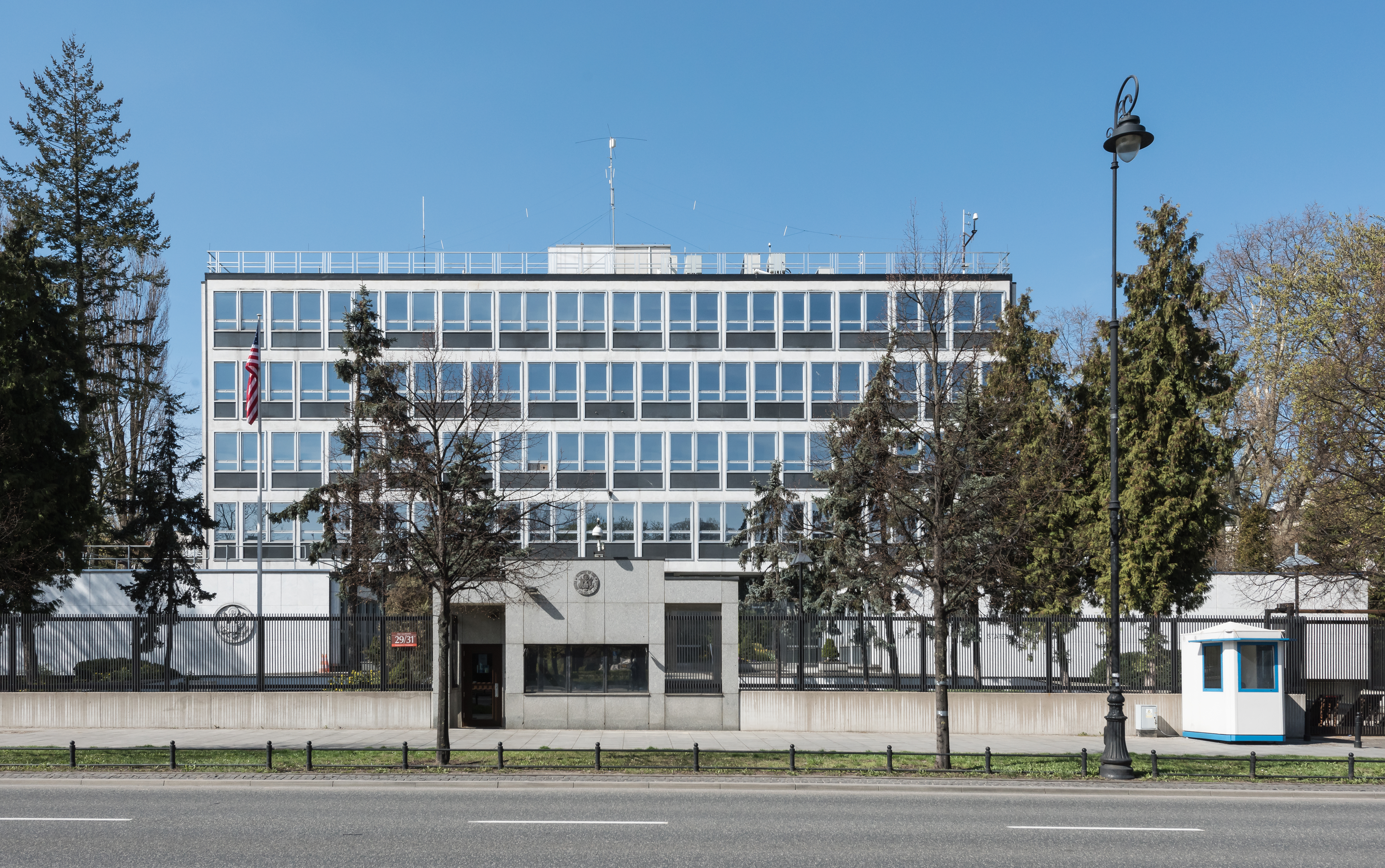
Ambasada Stanów Zjednoczonych w Warszawie

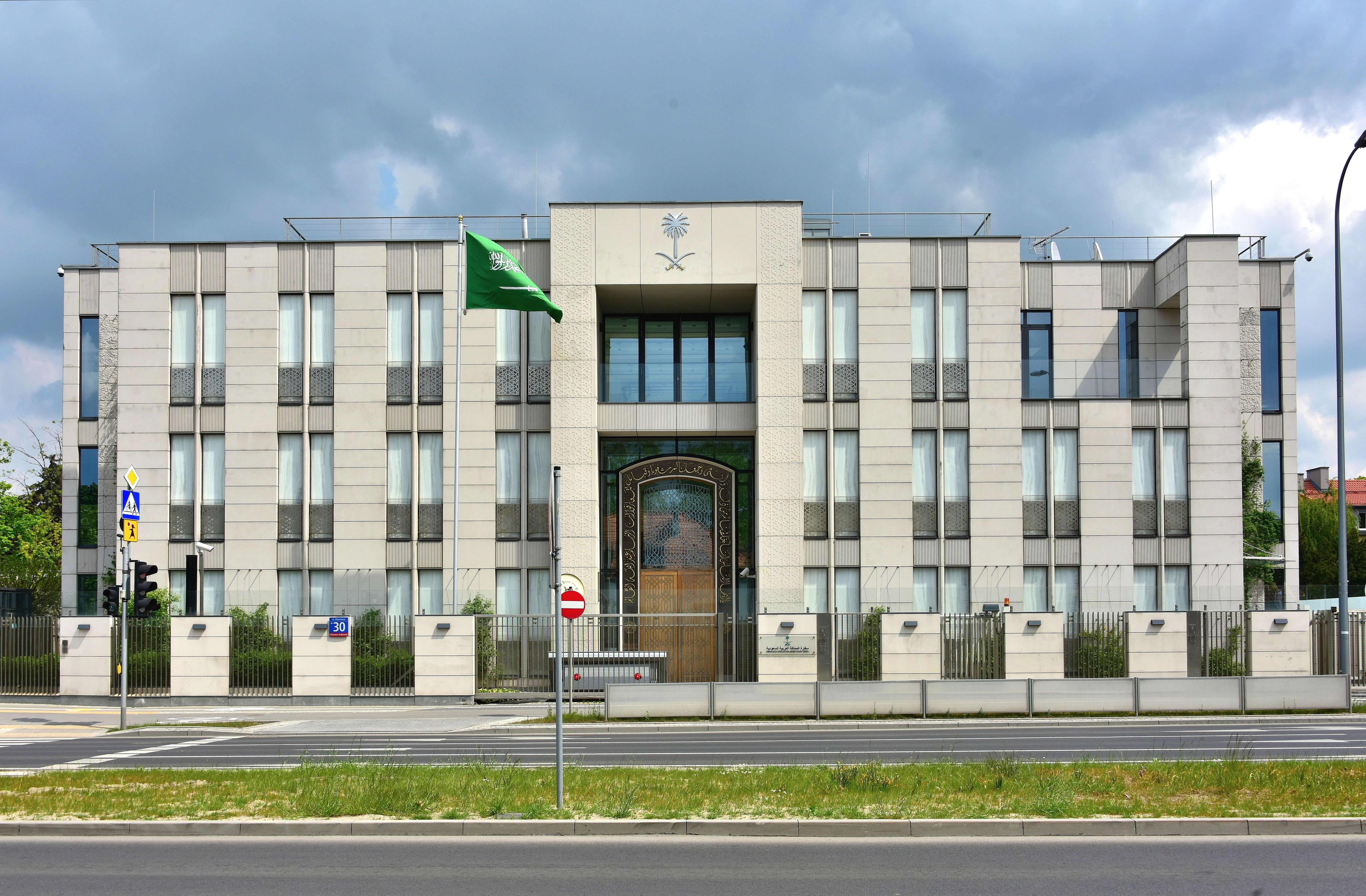
Ambasada Arabii Saudyjskiej w Warszawie

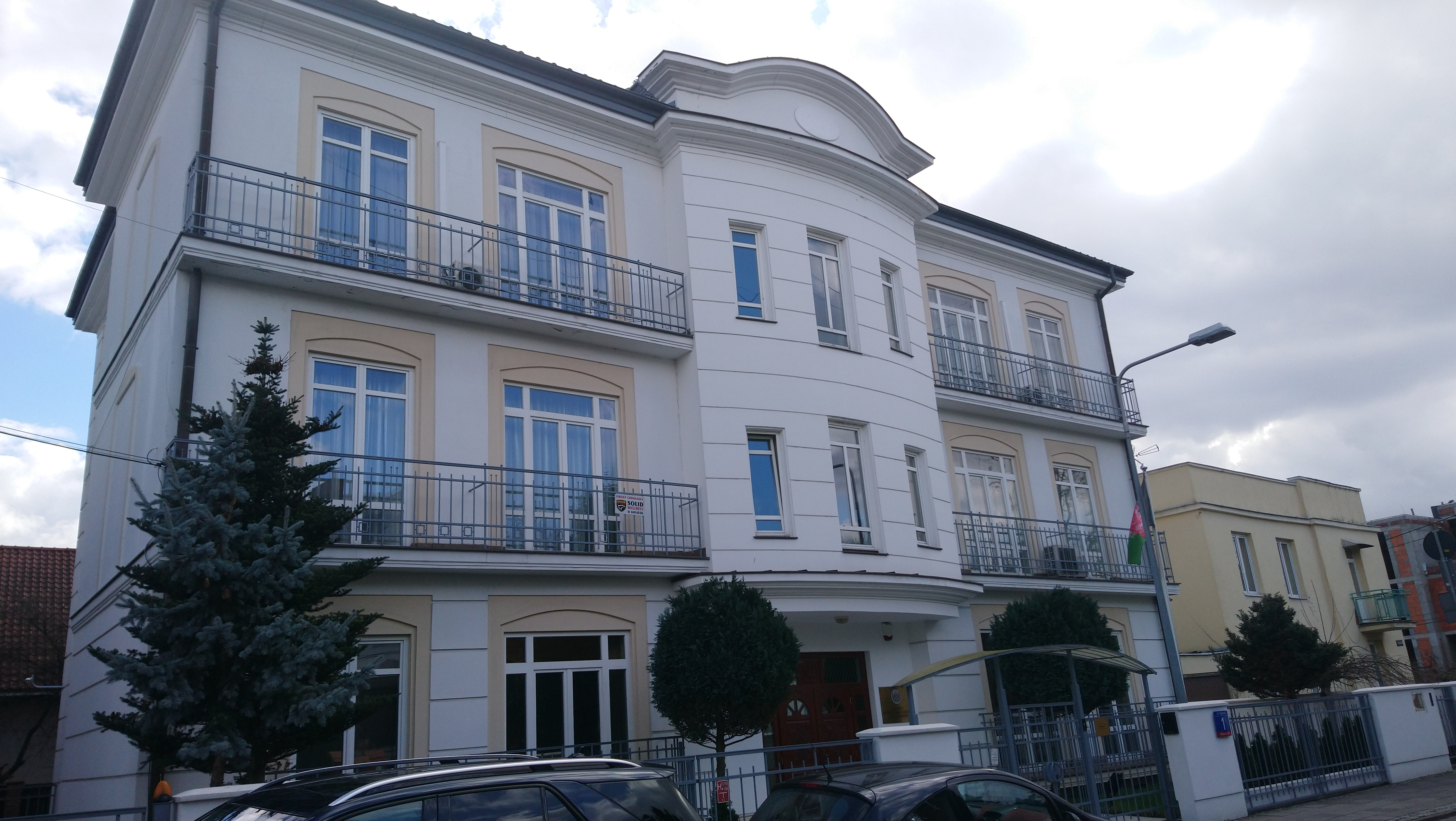
Ambasada Afganistanu w Warszawie

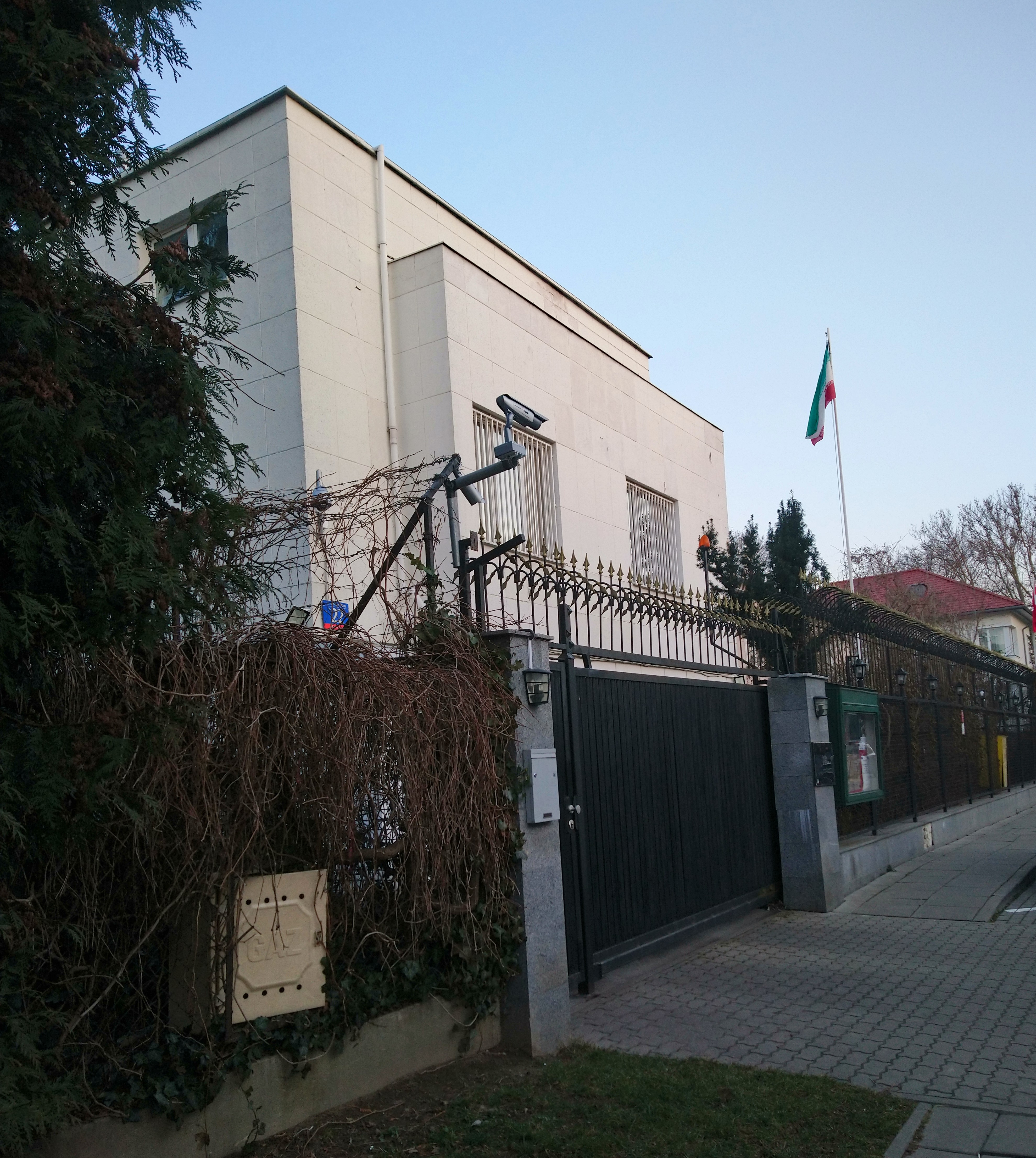
Ambasada Iranu w Warszawie

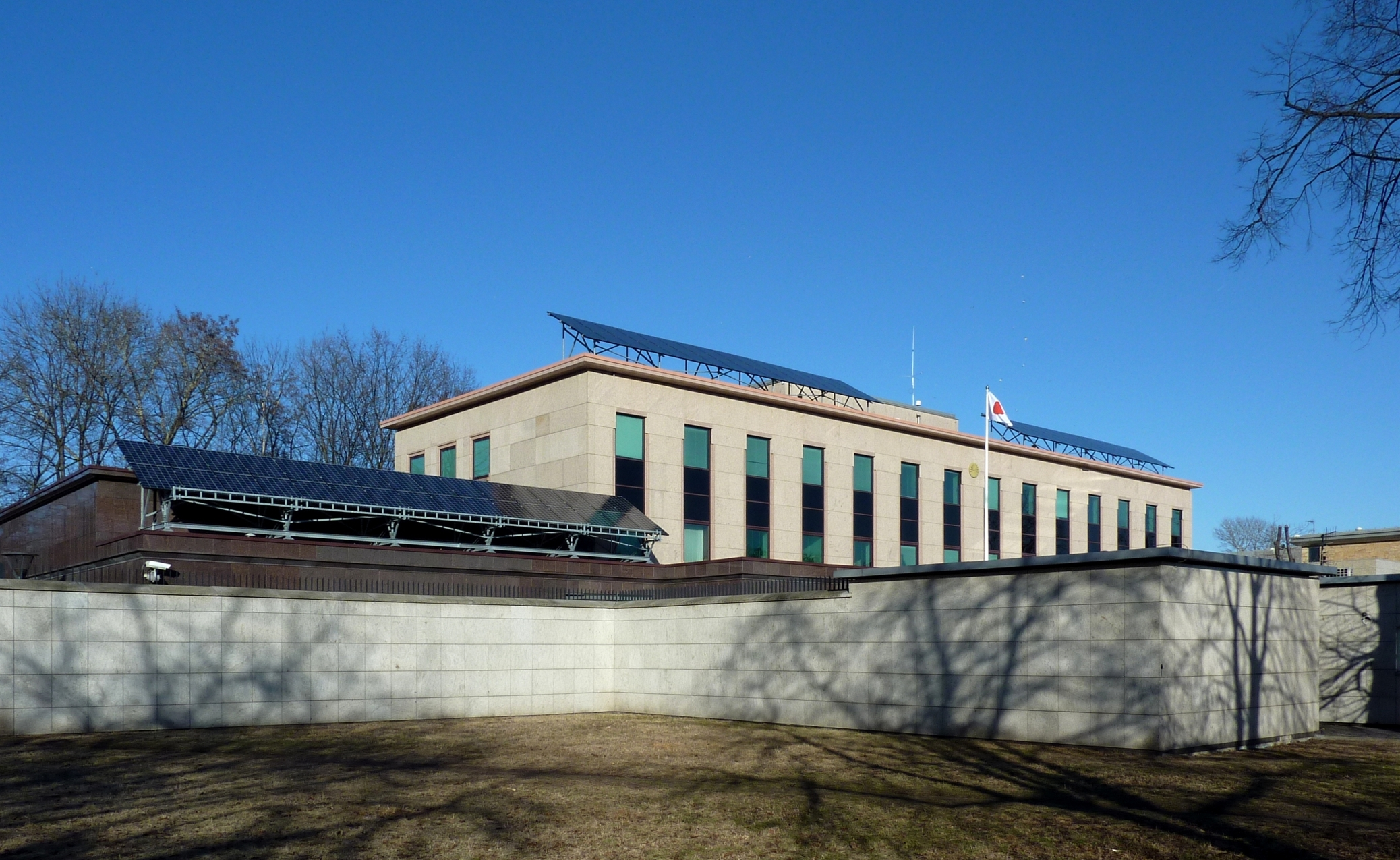
Ambasada Japonii w Warszawie

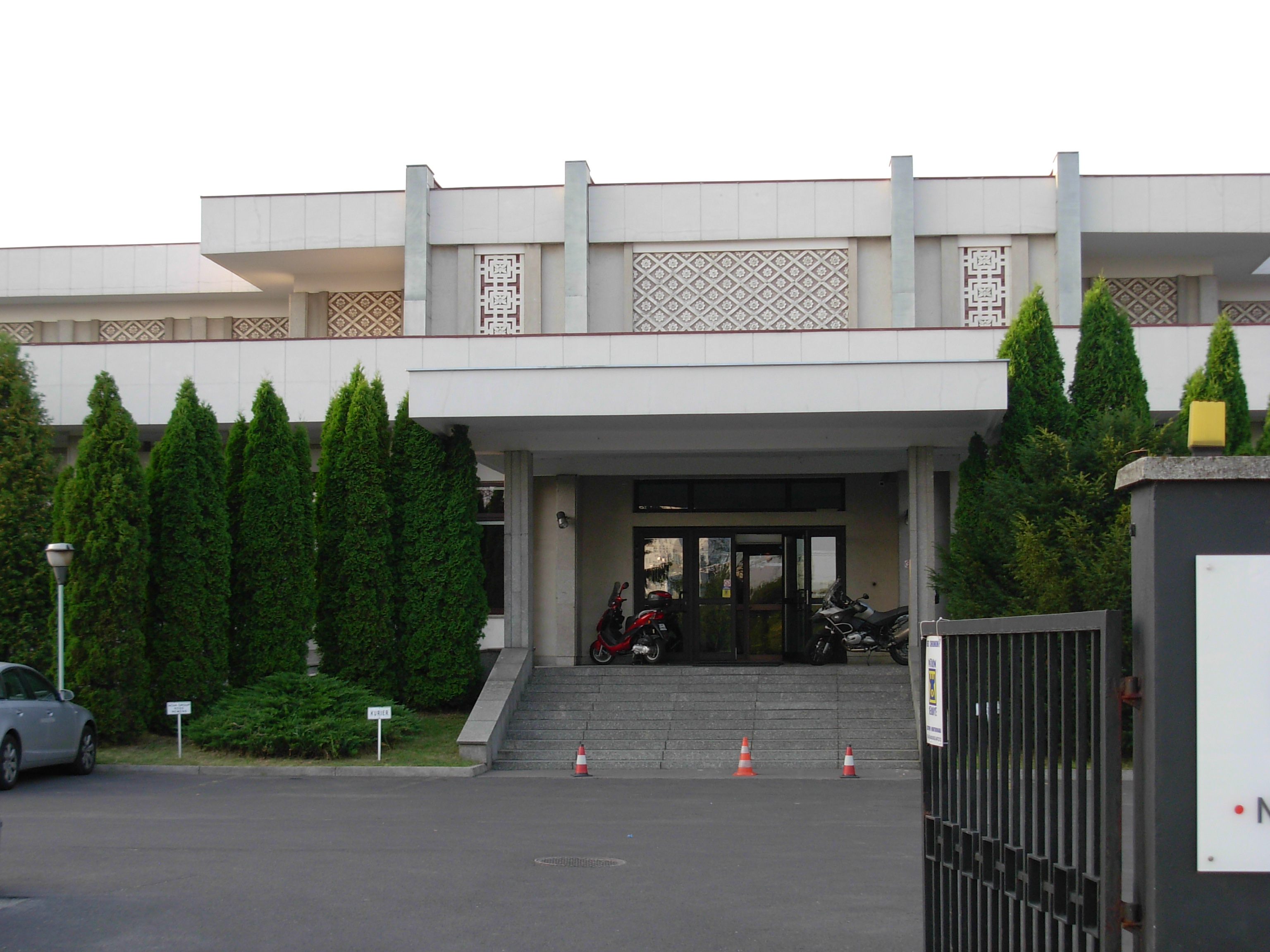
Ambasada Korei Północnej w Warszawie

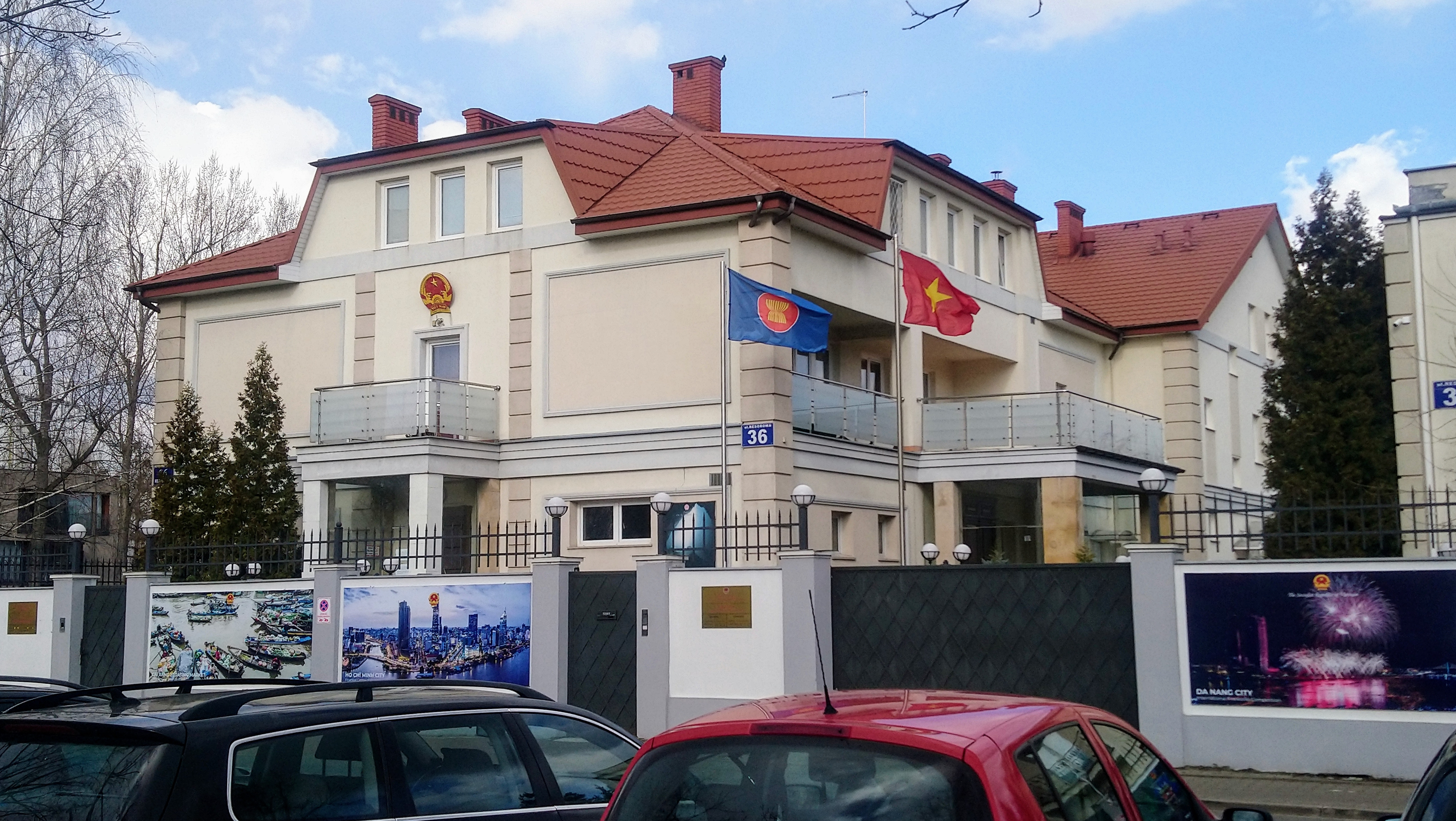
Ambasada Wietnamu w Warszawie

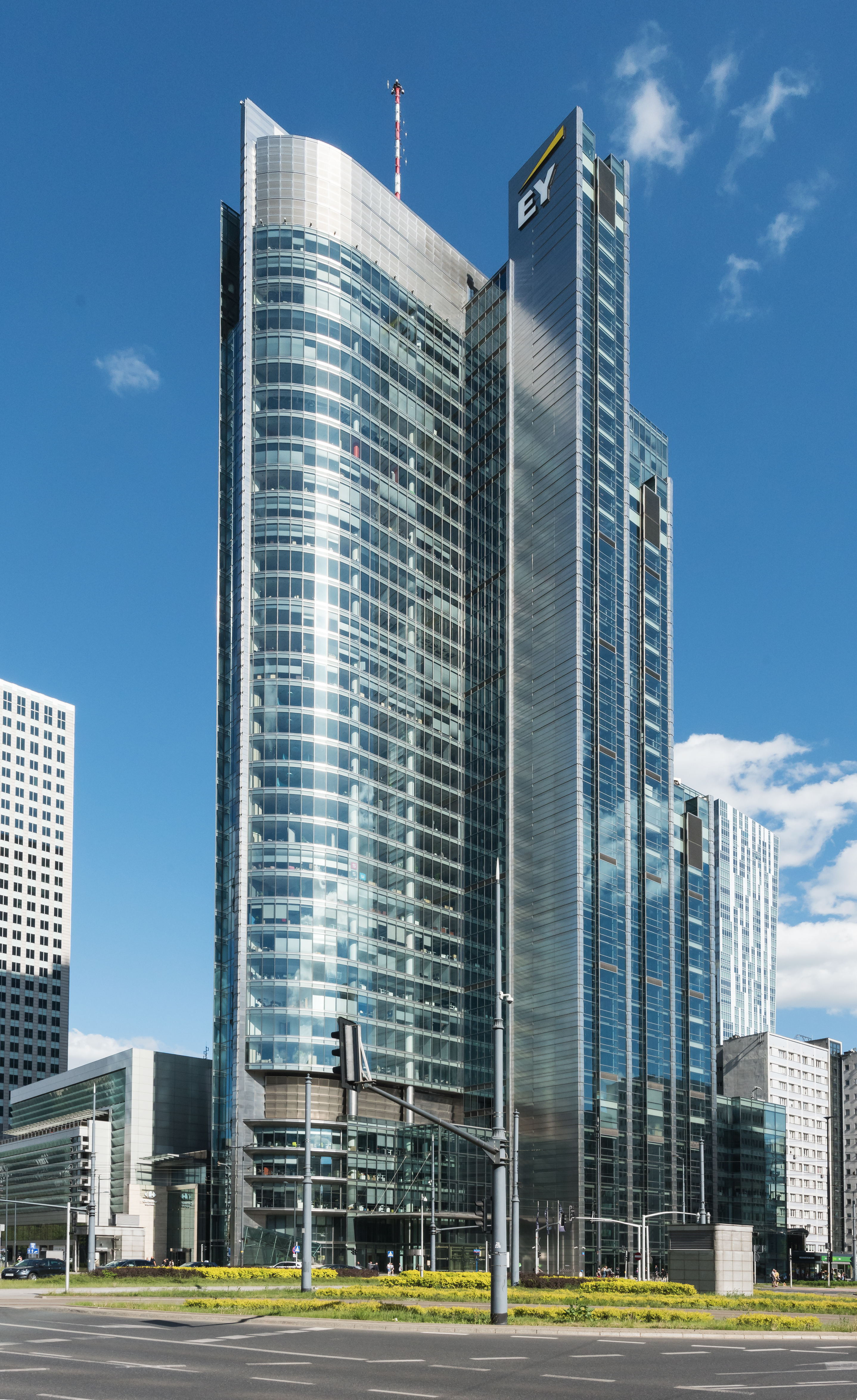
Ambasada Australii w Warszawie

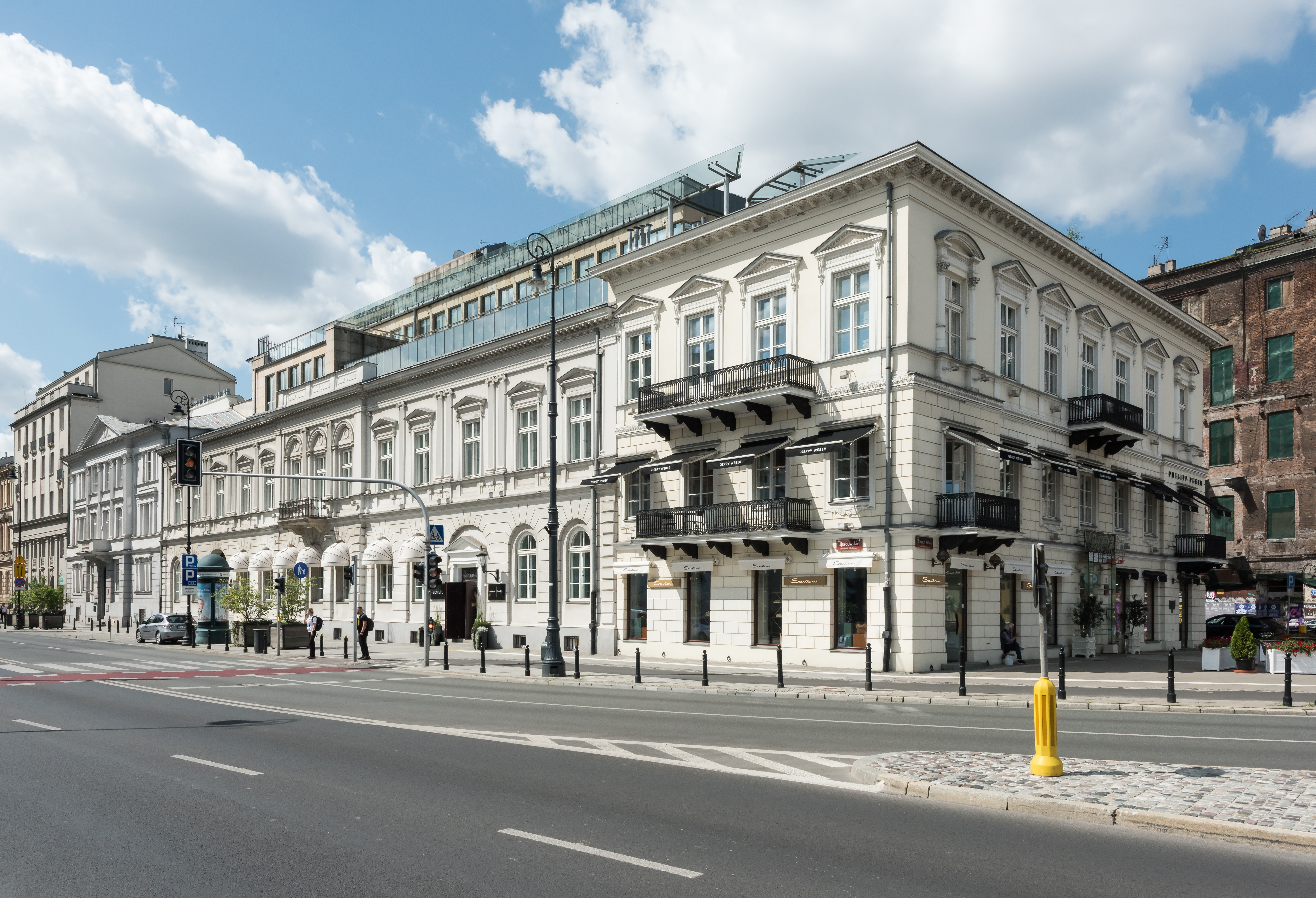
Ambasada Nowej Zelandii w Warszawie

### Ambasady obcych państw w Polsce
W Polsce znajduje się 97 ambasad:
- Spośród państw, w których Polska ma swoje misje dyplomatyczne, jedynie 5 nie posiada swoich przedstawicielstw w Polsce. Są to:
  -  Etiopia,
  -  Jordania,
  -  Kenia,
  -  Singapur,
  -  Tanzania.
- 5 państw, w których Polska nie ma swoich przedstawicielstw dyplomatycznych, posiada takie przedstawicielstwa w Polsce. Są to:
  -  Afganistan,
  -  Demokratyczna Republika Konga,
  -  Gwatemala,
  -  Jemen,
  -  Sri Lanka.
- Przedstawicielstwem dyplomatycznym Stolicy Apostolskiej jest Nuncjatura Stolicy Apostolskiej w Polsce.
- Również  Suwerenny Wojskowy Zakon Maltański posiada swoją ambasadę w Polsce[151].
- Przedstawicielstwem  Republiki Chińskiej (Tajwanu) w Polsce jest Biuro Przedstawicielskie Tajpej w Polsce[152].

#### Ambasady państw Europy (44)
| - Ambasada Albanii w Warszawie - Ambasada Armenii w Warszawie - Ambasada Austrii w Warszawie - Ambasada Azerbejdżanu w Warszawie - Ambasada Białorusi w Warszawie - Ambasada Belgii w Warszawie - Ambasada Bośni i Hercegowiny w Warszawie - Ambasada Bułgarii w Warszawie - Ambasada Chorwacji w Warszawie - Ambasada Cypru w Warszawie - Ambasada Czarnogóry w Warszawie - Ambasada Czech w Warszawie - Ambasada Danii w Warszawie - Ambasada Estonii w Warszawie - Ambasada Finlandii w Warszawie - Ambasada Francji w Warszawie - Ambasada Grecji w Warszawie - Ambasada Gruzji w Warszawie - Ambasada Hiszpanii w Warszawie - Ambasada Holandii w Warszawie - Ambasada Irlandii w Warszawie - Ambasada Islandii w Warszawie | - Ambasada Litwy w Warszawie - Ambasada Luksemburga w Warszawie - Ambasada Łotwy w Warszawie - Ambasada Macedonii Północnej w Warszawie - Ambasada Malty w Warszawie - Ambasada Mołdawii w Warszawie - Ambasada Niemiec w Warszawie - Ambasada Norwegii w Warszawie - Ambasada Portugalii w Warszawie - Ambasada Rosji w Warszawie - Ambasada Rumunii w Warszawie - Ambasada Serbii w Warszawie - Ambasada Słowacji w Warszawie - Ambasada Słowenii w Warszawie - Ambasada Szwajcarii w Warszawie - Ambasada Szwecji w Warszawie - Ambasada Turcji w Warszawie - Ambasada Ukrainy w Warszawie - Nuncjatura Apostolska w Warszawie - Ambasada Węgier w Warszawie - Ambasada Wielkiej Brytanii w Warszawie - Ambasada Włoch w Warszawie |

#### Ambasady państw Afryki (11)
| - Ambasada Algierii w Warszawie - Ambasada Angoli w Warszawie - Ambasada Demokratycznej Republiki Kongo w Warszawie - Ambasada Egiptu w Warszawie - Ambasada Libii w Warszawie - Ambasada Maroka w Warszawie | - Ambasada Nigerii w Warszawie - Ambasada Republiki Południowej Afryki w Warszawie - Ambasada Rwandy w Warszawie - Ambasada Senegalu w Warszawie - Ambasada Tunezji w Warszawie |

#### Ambasady państw Ameryki Południowej (6)
| - Ambasada Argentyny w Warszawie - Ambasada Brazylii w Warszawie - Ambasada Chile w Warszawie | - Ambasada Kolumbii w Warszawie - Ambasada Peru w Warszawie - Ambasada Wenezueli w Warszawie |

#### Ambasady państw Ameryki Północnej (6)
| - Ambasada Gwatemali w Warszawie - Ambasada Kanady w Warszawie - Ambasada Kuby w Warszawie | - Ambasada Meksyku w Warszawie - Ambasada Panamy w Warszawie - Ambasada Stanów Zjednoczonych Ameryki w Warszawie |

#### Ambasady państw Azji (28)
| - Ambasada Afganistanu w Warszawie - Ambasada Arabii Saudyjskiej w Warszawie - Ambasada Bangladeszu w Warszawie - Ambasada Chińskiej Republiki Ludowej w Warszawie - Ambasada Filipin w Warszawie - Ambasada Indii w Warszawie - Ambasada Indonezji w Warszawie - Ambasada Iraku w Warszawie - Ambasada Iranu w Warszawie - Ambasada Izraela w Warszawie - Ambasada Japonii w Warszawie - Ambasada Jemenu w Warszawie - Ambasada Kataru w Warszawie - Ambasada Kazachstanu w Warszawie | - Ambasada Korei Południowej w Warszawie - Ambasada Korei Północnej w Warszawie - Ambasada Kuwejtu w Warszawie - Ambasada Libanu w Warszawie - Ambasada Malezji w Warszawie - Ambasada Mongolii w Warszawie - Ambasada Pakistanu w Warszawie - Ambasada Palestyny w Warszawie - Ambasada Sri Lanki w Warszawie - Ambasada Syrii w Warszawie - Ambasada Tajlandii w Warszawie - Ambasada Uzbekistanu w Warszawie - Ambasada Wietnamu w Warszawie - Ambasada Zjednoczonych Emiratów Arabskich w Warszawie |

#### Ambasady państw Oceanii (2)
| - Ambasada Australii w Warszawie | - Ambasada Nowej Zelandii w Warszawie |

### Placówki dyplomatyczne obcych państw akredytowane w Polsce[244]
50 placówek dyplomatycznych ulokowanych za granicą są akredytowane w Polsce:
| 42 placówki dyplomatyczne z siedzibą w Berlinie: - Ambasada Bahrajnu w Berlinie - Ambasada Boliwii w Berlinie - Ambasada Botswany w Berlinie - Ambasada Brunei w Berlinie - Ambasada Burkiny Faso w Berlinie - Ambasada Czadu w Berlinie - Ambasada Dominikany w Berlinie - Ambasada Dżibuti w Berlinie - Ambasada Erytrei w Berlinie - Ambasada Etiopii w Berlinie - Ambasada Gwinei w Berlinie - Ambasada Hondurasu w Berlinie - Ambasada Jamajki w Berlinie - Ambasada Jordanii w Berlinie - Ambasada Kambodży w Berlinie - Ambasada Kamerunu w Berlinie - Ambasada Kirgistanu w Berlinie - Ambasada Konga w Berlinie - Ambasada Laosu w Berlinie - Ambasada Malawi w Berlinie - Ambasada Malediwów w Berlinie - Ambasada Mali w Berlinie - Ambasada Mauretanii w Berlinie - Ambasada Mauritiusu w Berlinie - Ambasada Mjanmy w Berlinie - Ambasada Monako w Berlinie - Ambasada Mozambiku w Berlinie - Ambasada Namibii w Berlinie - Ambasada Nepalu w Berlinie - Ambasada Nigru w Berlinie - Ambasada Omanu w Berlinie - Ambasada Paragwaju w Berlinie - Ambasada Salwadoru w Berlinie - Ambasada Sudanu w Berlinie - Ambasada Tadżykistanu w Berlinie - Ambasada Tanzanii w Berlinie - Ambasada Turkmenistanu w Berlinie - Ambasada Ugandy w Berlinie - Ambasada Wybrzeża Kości Słoniowej w Berlinie - Ambasada Zambii w Berlinie - Ambasada Republiki Zielonego Przylądka w Berlinie - Ambasada Zimbabwe w Berlinie 1 placówka dyplomatyczna w Teltow, miasto to położone jest w aglomeracji Berlina: - Ambasada Lesotho | 2 placówki dyplomatyczne w Brukseli: - Ambasada Eswatini w Brukseli - Ambasada Timoru Wschodniego w Brukseli 1 placówka dyplomatyczna w Bernie: - Ambasada Kostaryki w Bernie 1 placówki dyplomatyczna w Rzymie: - Ambasada Kenii w Rzymie 1 placówka dyplomatyczna w Wiedniu: - Ambasada Ekwadoru w Wiedniu 1 placówka dyplomatyczna w Pradze: - Ambasada Ghany w Pradze 1 placówka dyplomatyczna w Helsinkach: - Ambasada Urugwaju w Helsinkach |

### Placówki Unii Europejskiej
- Przedstawicielstwo Komisji Europejskiej w Warszawie
- Przedstawicielstwo Regionalne Komisji Europejskiej we Wrocławiu
- Biuro Parlamentu Europejskiego w Warszawie
- Biuro Parlamentu Europejskiego we Wrocławiu

### Konsulaty generalne w Polsce
- Konsulat Generalny Republiki Kosowa w Warszawie (konsul generalny: Drilon Gashi)[245]

### Konsulaty zawodowe w Polsce

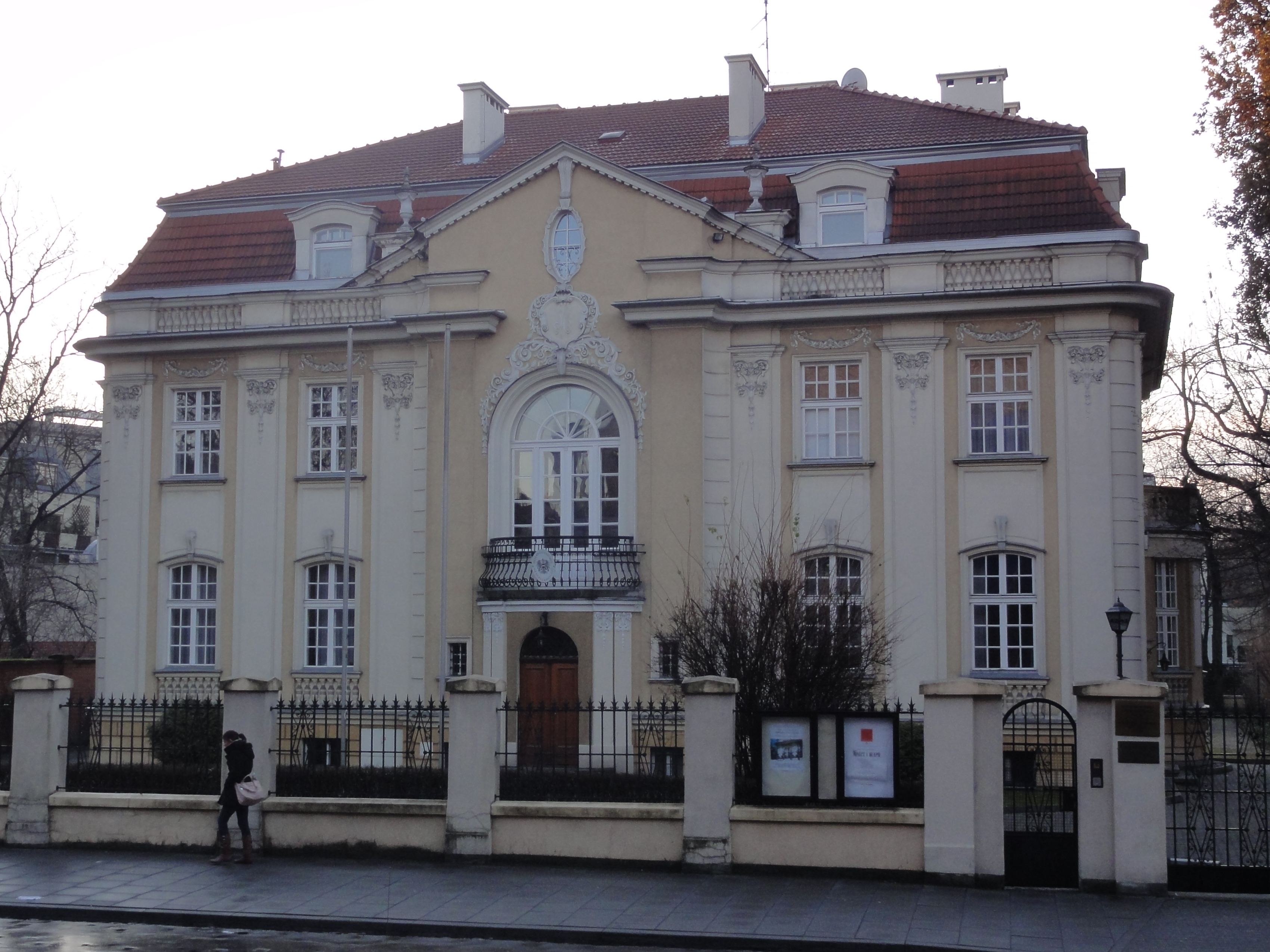
Konsulat Generalny Republiki Austrii w Krakowie

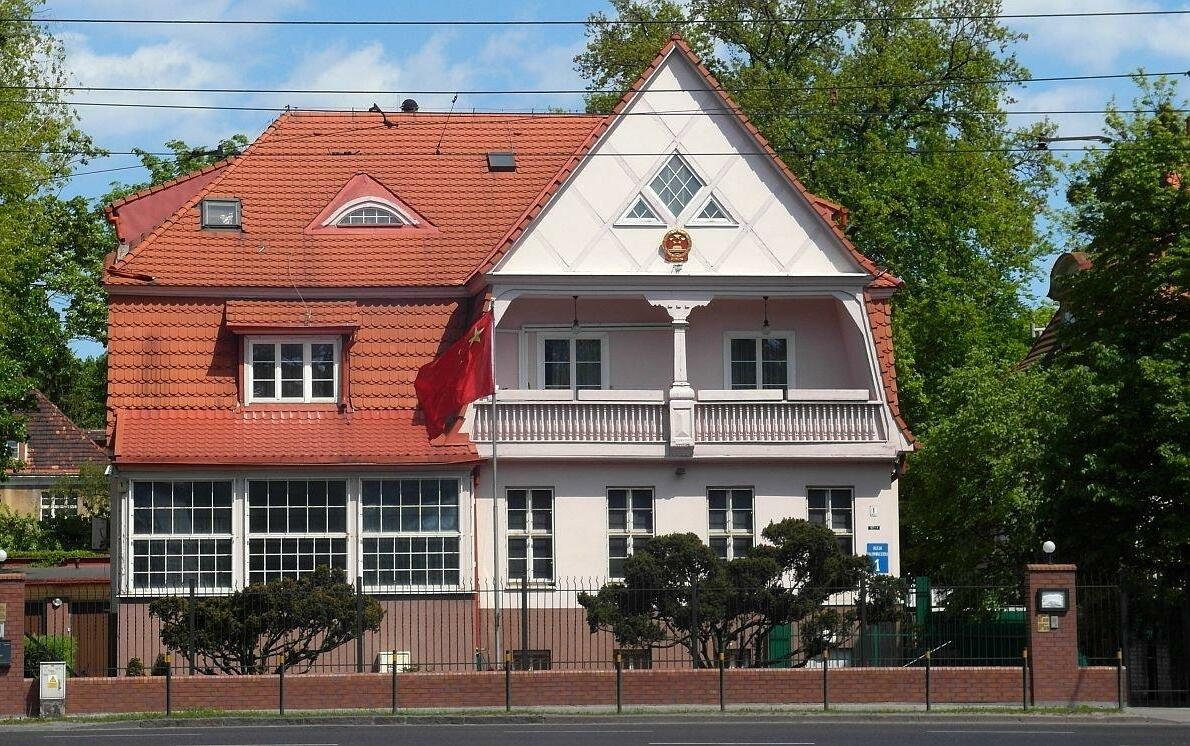
Konsulat Generalny Chińskiej Republiki Ludowej w Gdańsku

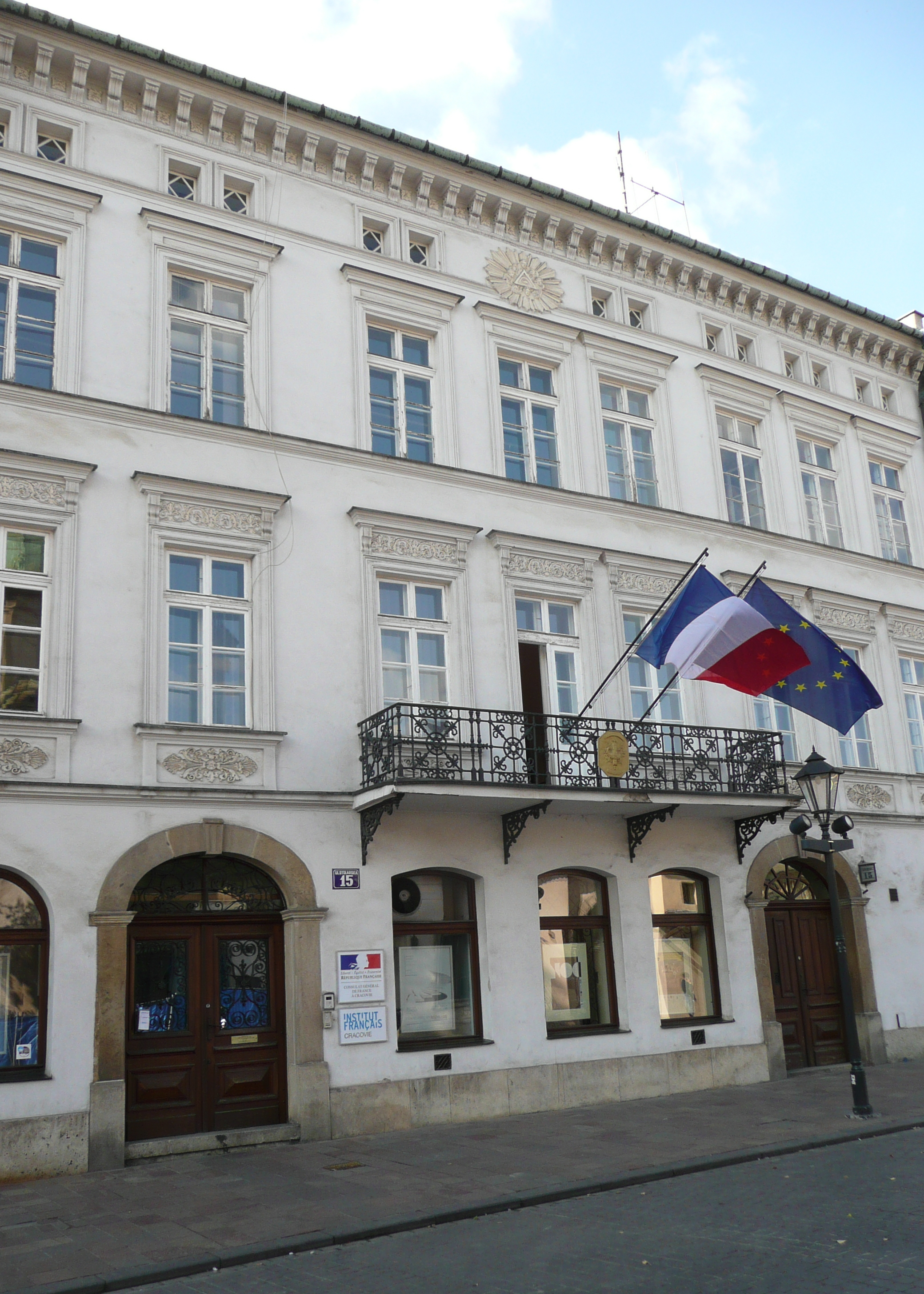
Konsulat Generalny Francji w Krakowie

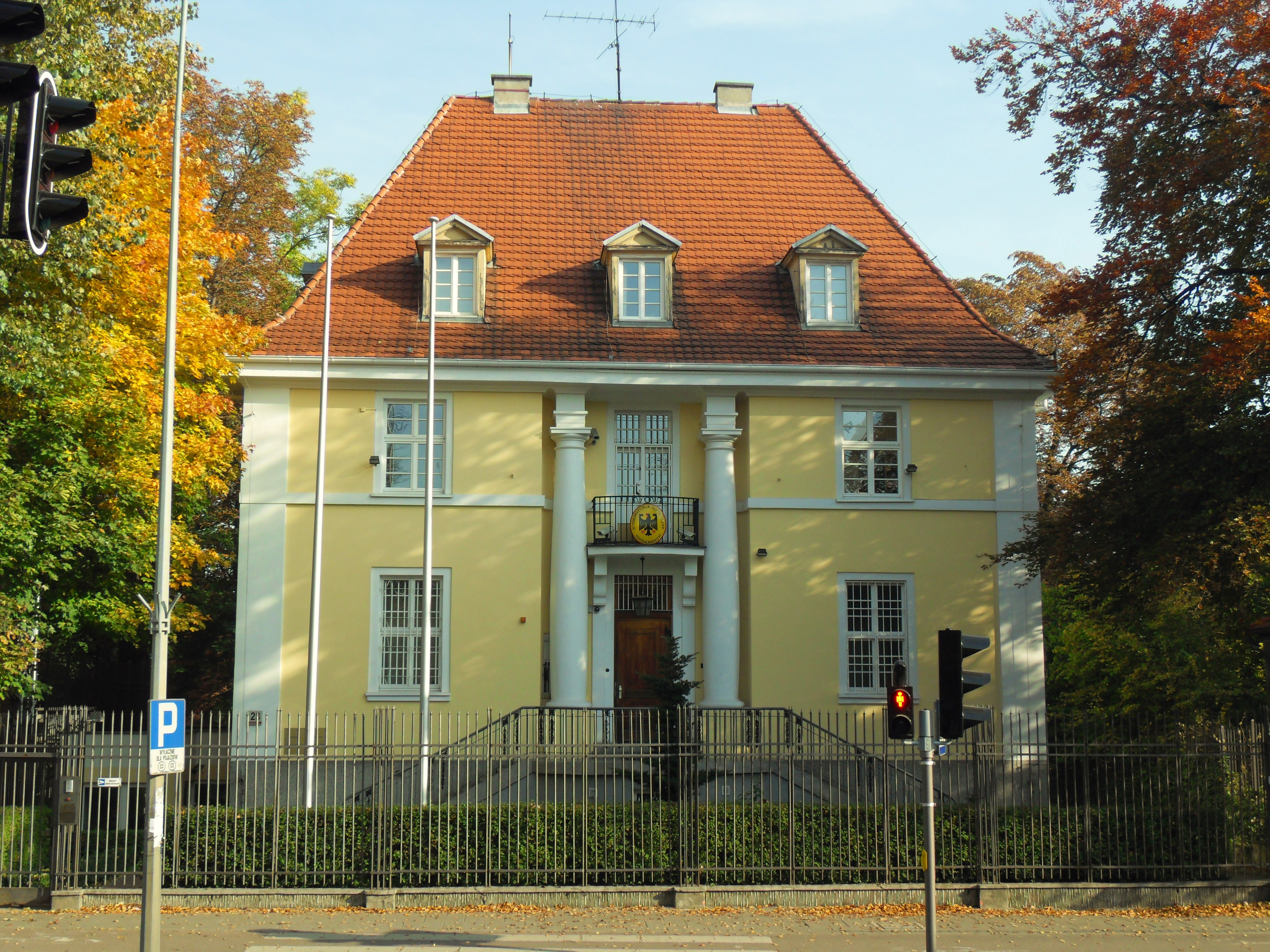
Konsulat Generalny Niemiec w Gdańsku

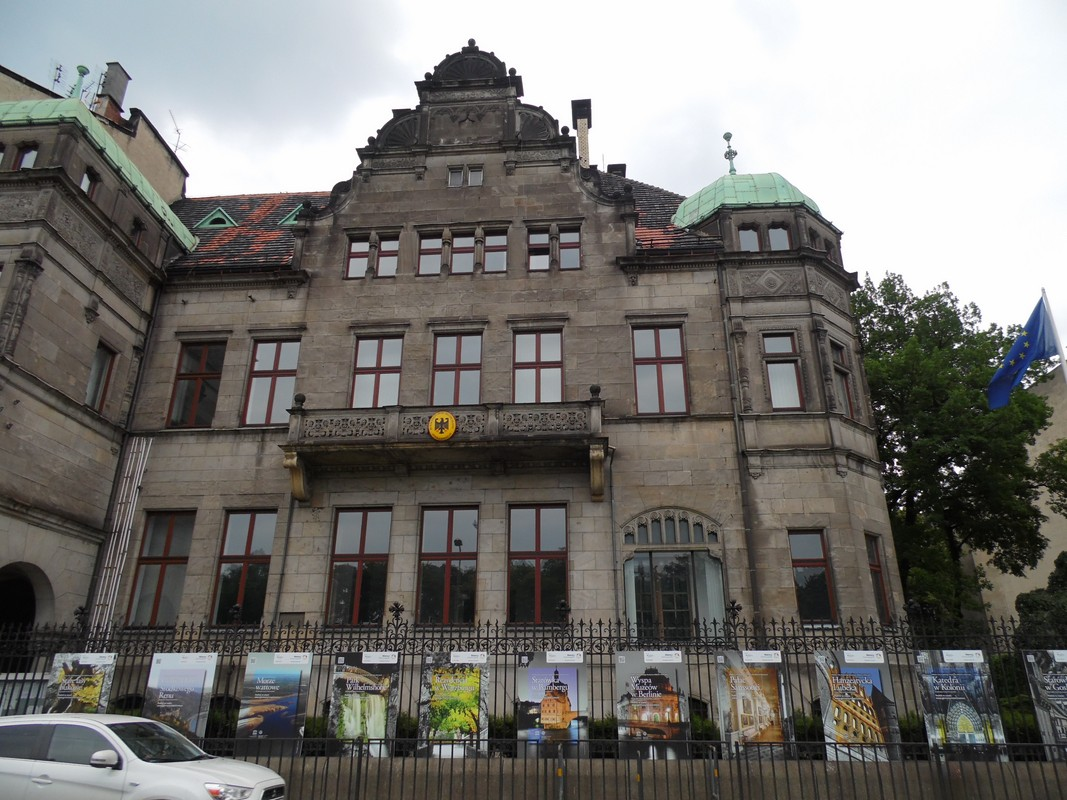
Konsulat Generalny Niemiec we Wrocławiu

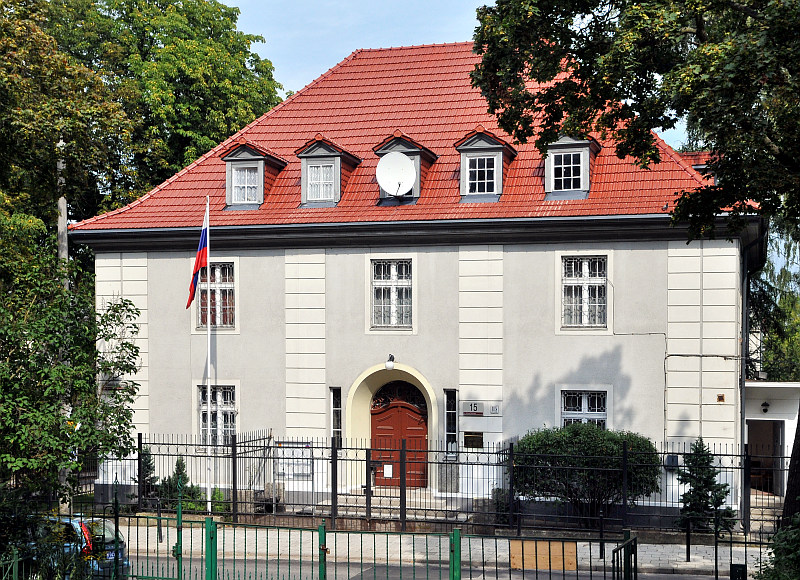
Konsulat Generalny Rosji w Gdańsku

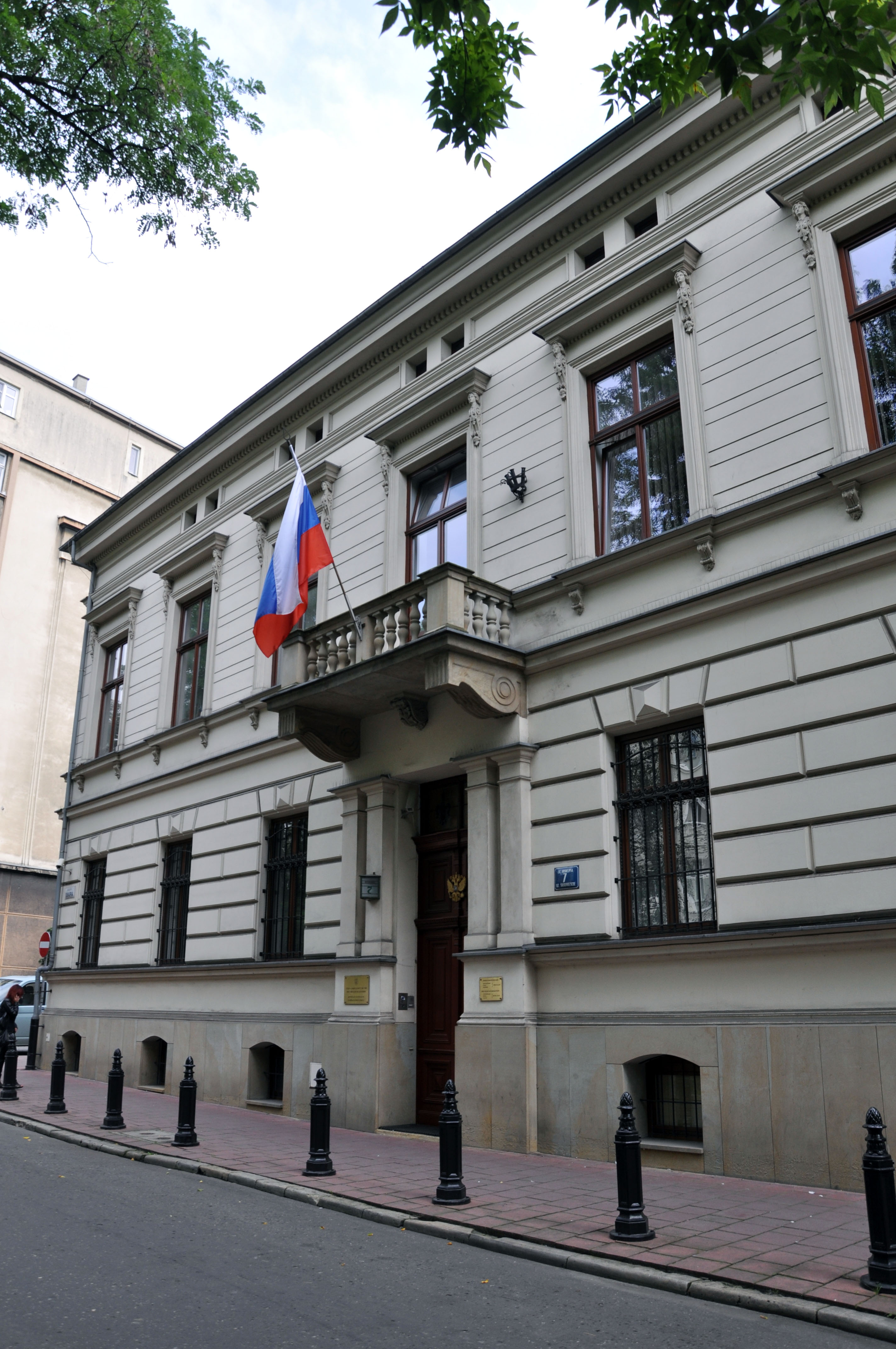
Konsulat Generalny Rosji w Krakowie

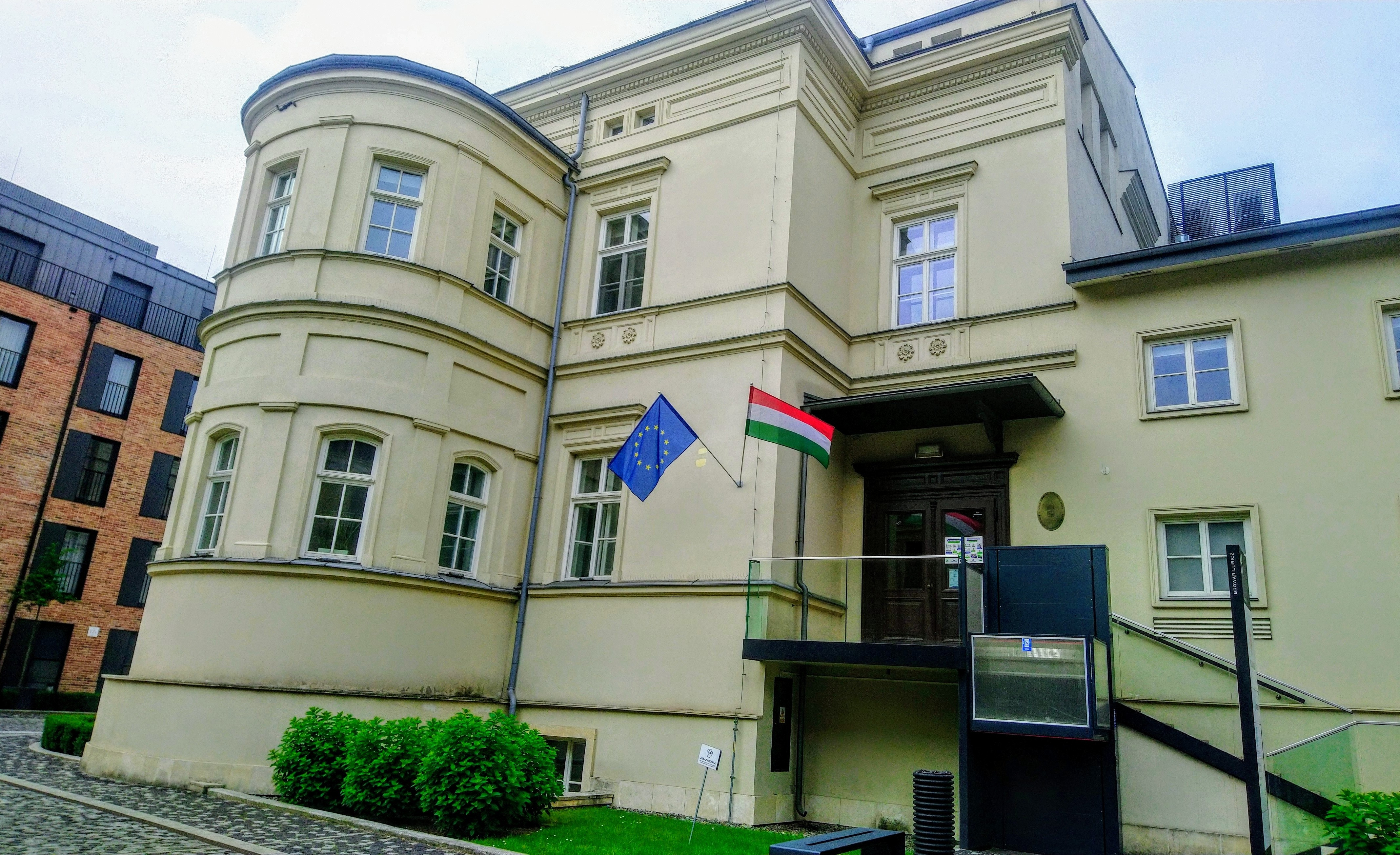
Konsulat Generalny Węgier w Krakowie

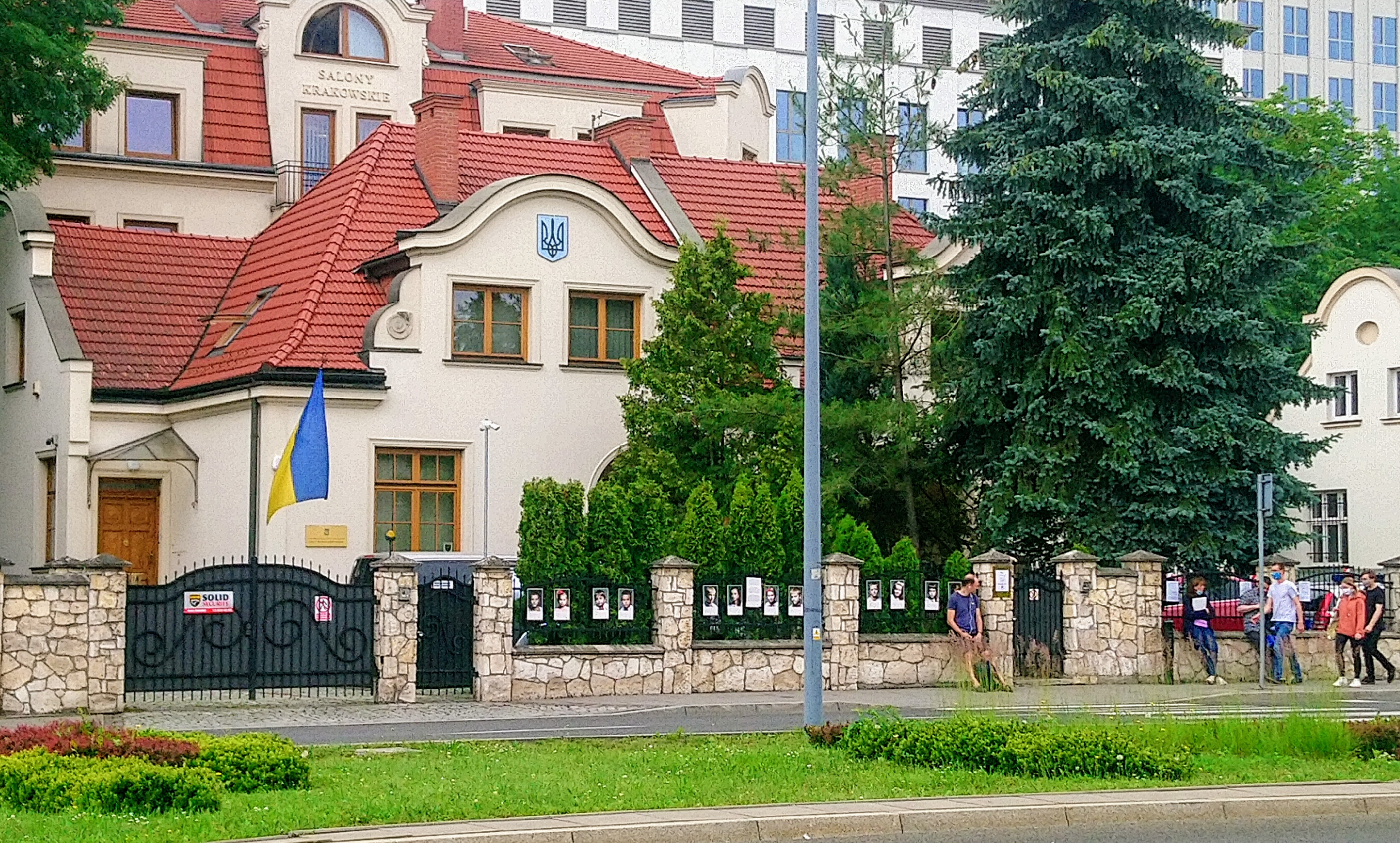
Konsulat Generalny Ukrainy w Krakowie

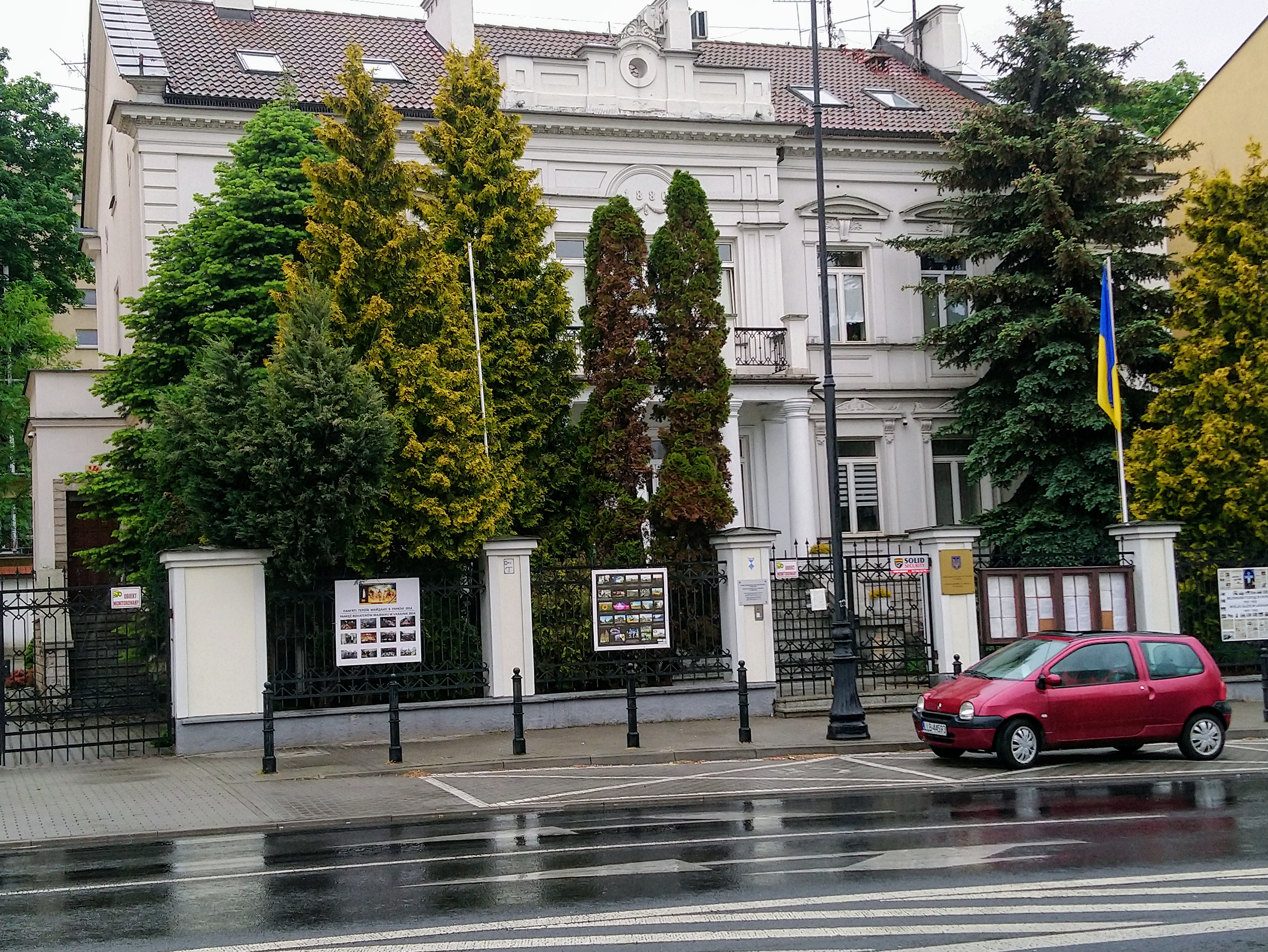
Konsulat Generalny Ukrainy w Lublinie

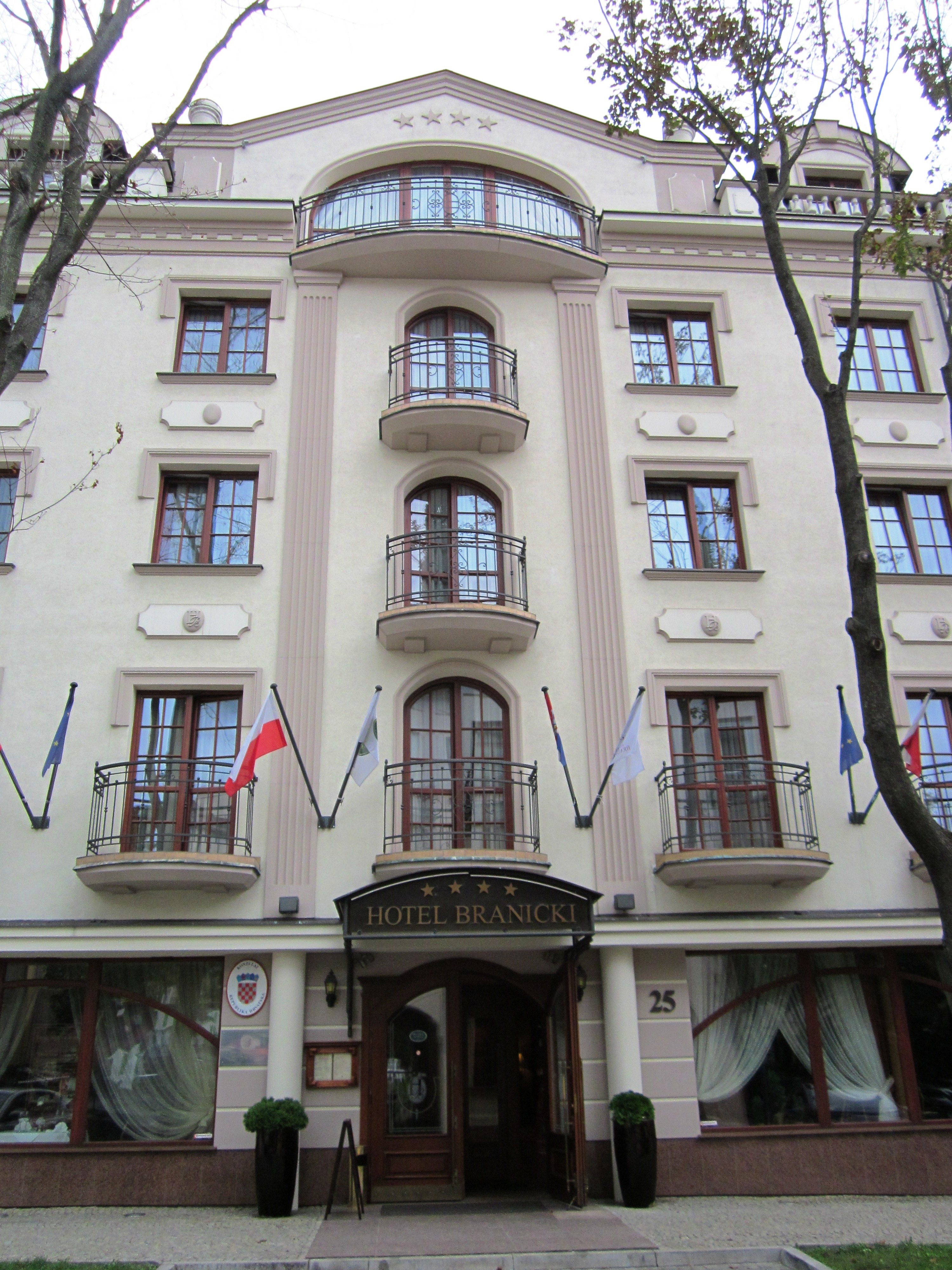
Honorowy Konsulat Chorwacji w Białymstoku

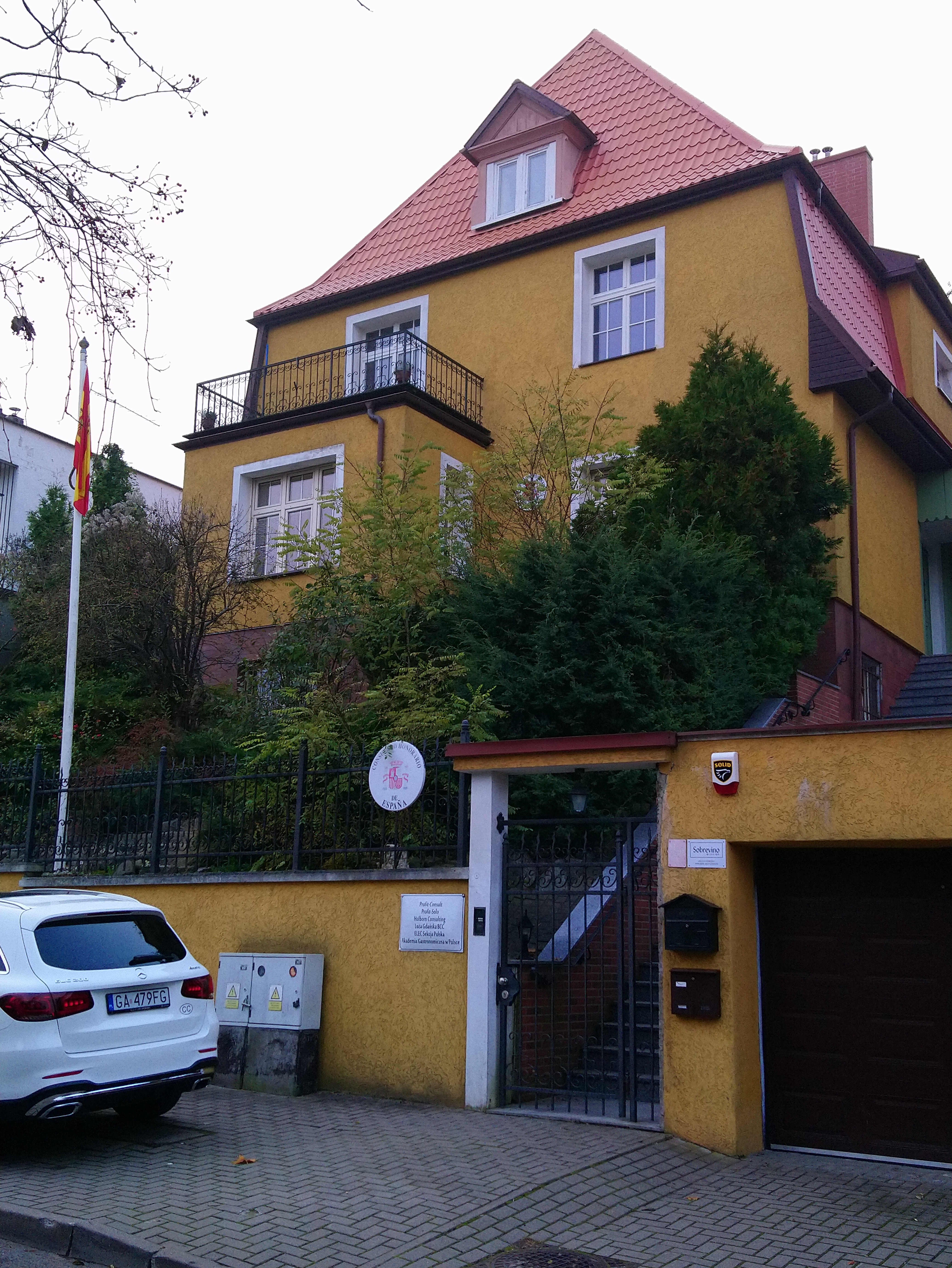
Honorowy Konsulat Królestwa Hiszpanii w Gdańsku

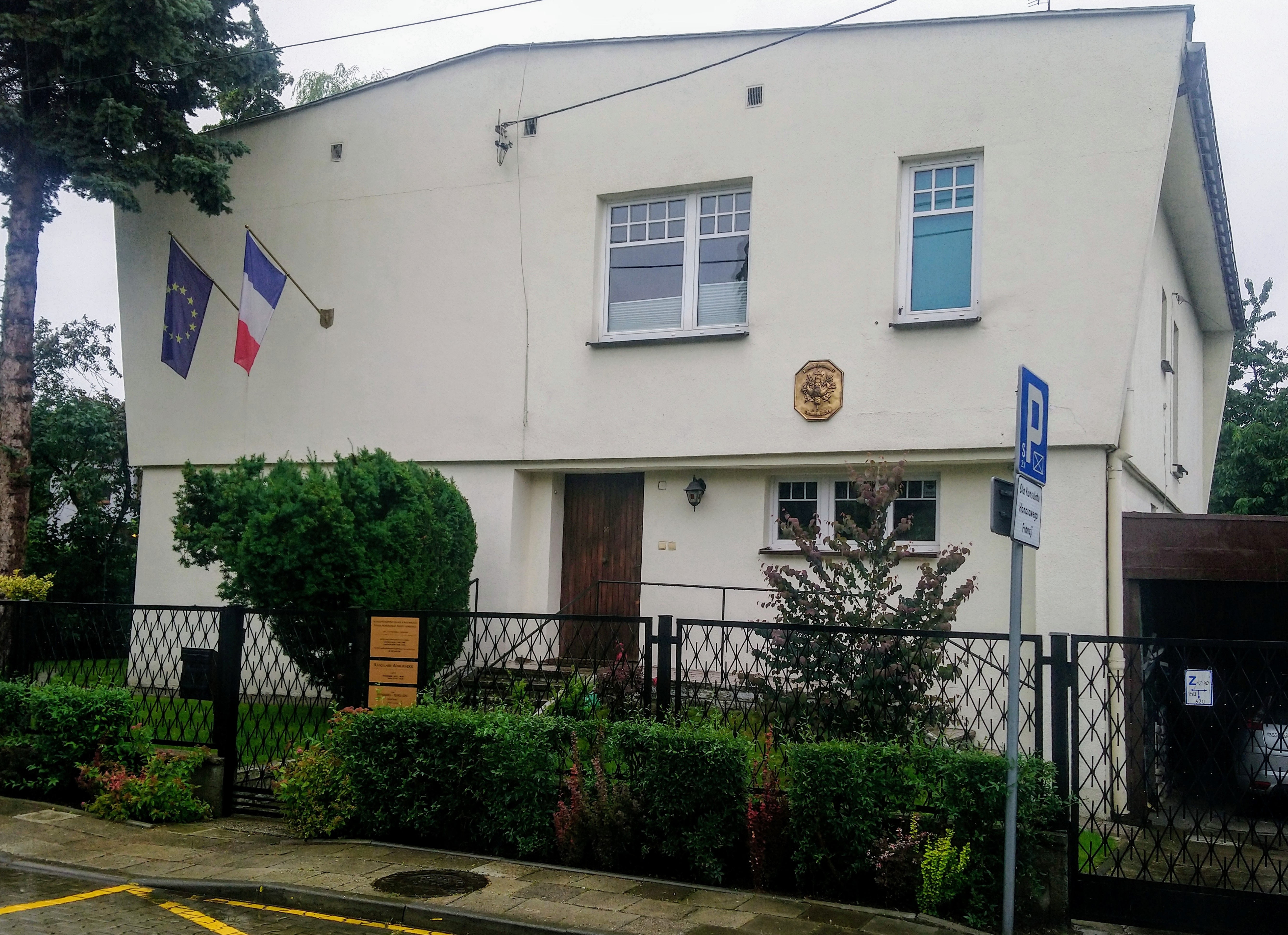
Honorowy Konsulat Republiki Francuskiej w Katowicach

W Polsce znajduje się 21 działających urzędów konsularnych 11 państw świata. Lista nie uwzględnia wydziałów konsularnych ambasad.
| - Konsulat Generalny Republiki Austrii w Krakowie - Konsulat Generalny Białorusi w Białymstoku - Konsulat Białorusi w Białej Podlaskiej - Konsulat Generalny Chińskiej Republiki Ludowej w Gdańsku - Konsulat Generalny Francji w Krakowie - Konsulat Republiki Litewskiej w Sejnach - Konsulat Generalny Niemiec w Gdańsku - Konsulat Generalny Niemiec w Krakowie - Konsulat Generalny Niemiec we Wrocławiu - Konsulat Niemiec w Opolu - Konsulat Generalny Rosji w Gdańsku - Konsulat Generalny Rosji w Krakowie (zamknięty od czerwca 2025) | - Konsulat Generalny Rosji w Poznaniu - Konsulat Generalny Słowacji w Krakowie - Konsulat Generalny Stanów Zjednoczonych w Krakowie - Konsulat Generalny Węgier w Gdańsku - Konsulat Generalny Węgier w Krakowie - Konsulat Generalny Ukrainy w Gdańsku - Konsulat Generalny Ukrainy w Krakowie - Konsulat Generalny Ukrainy w Lublinie - Konsulat Generalny Ukrainy we Wrocławiu - Wicekonsulat Węgier we Wrocławiu |

### Konsulaty honorowe w Polsce
| - Konsulat Albanii w Łodzi (konsul honorowy: Paweł Michalak) - Konsulat Albanii w Poznaniu (konsul honorowy: Jarosław Rosochacki) - Konsulat Armenii w Łodzi (konsul honorowy: Rafał Choma) - Konsulat Armenii w Poznaniu (konsul honorowy: Paweł Ładziński) - Konsulat Armenii w Zabrzu (konsul honorowy: Hraczja Bojadżjan, okręg konsularny: województwa śląskie, dolnośląskie, opolskie i małopolskie) - Konsulat Austrii w Bydgoszczy (konsul honorowy: vacat) - Konsulat Austrii w Gdańsku (konsul honorowy: Marek Kacprzak) - Konsulat Austrii w Katowicach (konsul honorowy: Mirosław Bienioszek) - Konsulat Austrii w Lublinie (konsul honorowy: Piotr Majchrzak) - Konsulat Austrii w Łodzi (konsul honorowy: Paweł Zyner) - Konsulat Austrii w Poznaniu (konsul honorowy: Izabela Ewa Seidl-Kwiatkowska) - Konsulat Austrii we Wrocławiu (konsul honorowy: Edward Wąsiewicz) - Konsulat Bangladeszu w Gdańsku (konsul honorowy: Jan Zacharewicz) - Konsulat Bangladeszu w Sosnowcu (konsul honorowy: Mohammad Omar Faruque) - Konsulat Belgii w Bydgoszczy (konsul honorowy: Stanisław Wroński) - Konsulat Belgii w Gdyni (konsul honorowy: Janusz Jarosinski) - Konsulat Belgii w Krakowie (konsul honorowy: Philippe de Brouwer) - Konsulat Belgii w Łodzi (konsul honorowy: Wirginia Gostomczyk-Urbańska) - Konsulat Belgii w Poznaniu (konsul honorowy: Jan Spilliaert) - Konsulat Belgii we Wrocławiu (konsul honorowy: vacat) - Konsulat Beninu w Katowicach (konsul honorowy: Nadia Paterek) - Konsulat Białorusi w Katowicach (konsul honorowy: Marek Rasinski) - Konsulat Białorusi w Olsztynie (konsul honorowy: Jan Szynaka) - Konsulat Botswany w Warszawie (konsul honorowy: Janusz Wiśniewski) - Konsulat Bośni i Hercegowiny w Białymstoku (konsul honorowy: Stanisław Łuniewski) - Konsulat Bośni i Hercegowiny w Poznaniu (konsul honorowy: Jacek Günter-Ślaski) - Konsulat Bośni i Hercegowiny w Szczecinie (konsul honorowy: Joanna Julia Sienkiewicz) - Konsulat Brazylii w Krakowie (konsul honorowy: Grzegorz Hajdarowicz) - Konsulat Brazylii w Lublinie (konsul honorowy: Barbara Hlibowicka-Węglarz) - Konsulat Brazylii w Poznaniu (konsul honorowy: José Maria Florêncio) - Konsulat Brazylii we Wrocławiu (konsul honorowy: Radosław Tadajewski) - Konsulat Bułgarii w Białymstoku (konsul honorowy: Witold Karczewski) - Konsulat Bułgarii w Gdańsku (konsul honorowy: Jan Strawiński) - Konsulat Bułgarii w Katowicach (konsul honorowy: Janusz Zatoń) - Konsulat Bułgarii w Krakowie (konsul honorowy: Wiesław Nowak) - Konsulat Bułgarii we Wrocławiu (konsul honorowy: Jan Chorostkowski) - Konsulat Chile w Gdyni (konsul honorowy: Marek Stefan Listowski) - Konsulat Chile w Katowicach (konsul honorowy: Jacek Bieczek) - Konsulat Chile w Krakowie (konsul honorowy: Andrzej Zdebski) - Konsulat Chile we Wrocławiu (konsul honorowy: Jędrzej Jachira) - Konsulat Chorwacji w Białymstoku (konsul honorowy: Wojciech Strzałkowski) - Konsulat Chorwacji w Bydgoszczy (konsul honorowy: Henryk Maciejewski) - Konsulat Chorwacji w Krakowie (konsul honorowy: Paweł Włodarczyk) - Konsulat Chorwacji w Opolu (konsul honorowy: Andrzej Żylak) - Konsulat Chorwacji w Poznaniu (konsul honorowy: Jerzy Domicz) - Konsulat Cypru w Gdyni (konsul honorowy: Jan Michalewski) - Konsulat Cypru w Szczecinie (konsul honorowy: Michał Czerepaniak) - Konsulat Czarnogóry w Bydgoszczy (konsul honorowy: Piotr Kitta) - Konsulat Czarnogóry w Krakowie (konsul honorowy: Marcin Ruta) - Konsulat Czech w Bydgoszczy (konsul honorowy: Dariusz Zimny) - Konsulat Czech w Częstochowie (konsul honorowy: Jarosław Krykwiński) - Konsulat Czech w Lublinie (konsul honorowy: Bogdan Łukasik) - Konsulat Czech w Łodzi (konsul honorowy: Krzysztof Skotnicki) - Konsulat Czech w Opolu (konsul honorowy: Artur Żurakowski) - Konsulat Czech w Poznaniu (konsul honorowy: Renata Mataczyńska) - Konsulat Czech w Szczecinie (konsul honorowy: Martin Směták) - Konsulat Czech we Wrocławiu (konsul honorowy: Arkadiusz Jan Ignasiak) - Konsulat Danii w Gdyni (konsul honorowy: Julian Franciszek Skelnik) - Konsulat Danii w Krakowie (konsul honorowy: Janusz Kahl) - Konsulat Danii w Łodzi (konsul honorowy: Krzysztof Jan Apostolidis) - Konsulat Danii w Poznaniu (konsul honorowy: Krystian Ziemski) - Konsulat Danii w Szczecinie (konsul honorowy: Andrzej Preiss) - Konsulat Danii we Wrocławiu (konsul honorowy: Maria Keller) - Konsulat Demokratycznej Republiki Konga w Łodzi (konsul honorowy: Rafał Stefan Choma) - Konsulat Estonii w Białymstoku (konsul honorowy: Iwona Wrońska) - Konsulat Estonii w Gdańsku (konsul honorowy: Tomasz Posadzki) - Konsulat Estonii w Krakowie (konsul honorowy: Piotr Paluch) - Konsulat Estonii w Poznaniu (konsul honorowy: Aleksandra Iwaszkiewicz-Woda) - Konsulat Estonii w Szczecinie (konsul honorowy: Robert Kornecki) - Konsulat Estonii we Wrocławiu (konsul honorowy: Waldemar Siemiński) - Konsulat Etiopii w Gdańsku (konsul honorowy: Roman Rojek) - Konsulat Finlandii w Białymstoku (konsul honorowy: Andrzej Parafiniuk) - Konsulat Finlandii w Gdyni (konsul honorowy: Grzegorz Brzostowski) - Konsulat Finlandii w Kielcach (konsul honorowy: Tadeusz Pęczek) - Konsulat Finlandii w Krakowie (konsul honorowy: Janusz Kahl) - Konsulat Finlandii w Łodzi (konsul honorowy: Elżbieta Jung) - Konsulat Finlandii w Olsztynie (konsul honorowy: Szczepan Figiel) - Konsulat Finlandii w Poznaniu (konsul honorowy: Robert Jakubiec) - Konsulat Finlandii w Szczecinie (konsul honorowy: Adolf Wysocki) - Konsulat Finlandii w Toruniu (konsul honorowy: Tadeusz Pająk) - Konsulat Finlandii we Wrocławiu (konsul honorowy: Małgorzata Węgrzyn-Wysocka) - Konsulat Francji w Gdańsku (konsul honorowy: Alain Mompert) - Konsulat Francji w Katowicach (konsul honorowy: Anna Krasuska-Terrillon) - Konsulat Francji w Łodzi (konsul honorowy: Alicja Bień) - Konsulat Francji w Poznaniu (konsul honorowy: Igor Kraszewski) - Konsulat Francji w Szczecinie (konsul honorowy: Pierre-Frédéric Weber) - Konsulat Francji we Wrocławiu (konsul honorowy: Richard Stanislas Julien Kepinski) - Konsulat Gambii w Warszawie (konsul honorowy: Renata Maria Nowak) - Konsulat Ghany w Warszawie (konsul honorowy: Wacław Bańbuła) - Konsulat Gruzji we Katowicach (konsul honorowy: Bogdan Pietrzak) - Konsulat Gruzji we Wrocławiu (konsul honorowy: Wojciech Wróbel) - Konsulat Gwatemali w Poznaniu (konsul honorowy: Katarzyna Mikołajczak) - Konsulat Gwinei w Warszawie (konsul honorowy: Kadiata Mamoudou Kaba) - Konsulat Hiszpanii w Gdańsku (konsul honorowy: Maciej Dobrzyniecki) - Konsulat Hiszpanii w Krakowie (konsul honorowy: Radosław Fronc) - Konsulat Hiszpanii we Wrocławiu (konsul honorowy: Jesús Garcia-Nieto Moreno) - Konsulat Holandii w Gdańsku (konsul honorowy: Monika Dorota Rosiak) - Konsulat Holandii w Krakowie (konsul honorowy: Patrick den Bult) - Konsulat Hondurasu w Warszawie (konsul honorowy: Andrzej Arendarski) - Konsulat Indii w Krakowie (konsul honorowy: Aleksandra Głód - Ahmed - Konsulat Indii we Wrocławiu (konsul honorowy: Kartikey Johri) - Konsulat Indonezji w Krakowie (konsul honorowy: Marian Zbigniew Skrzypiec) - Konsulat Indonezji w Gdańsku (konsul honorowy: Mirosław Wawrowski) - Konsulat Irlandii w Poznaniu (konsul honorowy: Artur Sikora) - Konsulat Generalny Islandii w Gdańsku (honorowy konsul generalny: Stanisław Laskowski) - Konsulat Islandii w Krakowie (konsul honorowy: Janusz Kahl) - Konsulat Jamajki w Warszawie (konsul honorowy: Maria Dembowska) - Konsulat Generalny Japonii w Krakowie (honorowy konsul generalny: Krzysztof Ingarden) - Konsulat Kazachstanu w Białymstoku (konsul honorowy: Aleksander Prokopiuk) - Konsulat Kazachstanu w Gdańsku (konsul honorowy: Jerzy Starak) - Konsulat Kazachstanu w Katowicach (konsul honorowy: Artur Nizioł) - Konsulat Kazachstanu w Krakowie (konsul honorowy: Wiesław Hałucha) - Konsulat Kazachstanu we Wrocławiu (konsul honorowy: Jerzy Bar) - Konsulat Kolumbii w Krakowie (konsul honorowy: Joanna Natasza Wais) - Konsulat Kirgistanu w Gliwicach (konsul honorowy: Janusz Jacek Krzywoszyński) - Konsulat Honorowy Republiki Konga w Warszawie (konsul honorowy: Robert Camille Enzanza) - Konsulat Honorowy Republiki Korei we Wrocławiu (konsul honorowy: Tomasz Szpikowski) - Konsulat Litwy w Gdańsku (konsul honorowy: Józef Poltrok) - Konsulat Litwy w Białymstoku (konsul honorowy: Tomasz Kurciński) - Konsulat Litwy w Katowicach (konsul honorowy: Jerzy Wcisło) - Konsulat Litwy w Krakowie (konsul honorowy: Jan Widacki) - Konsulat Litwy w Łodzi (konsul honorowy: Jakub Szwajcowski) - Konsulat Litwy Olsztynie (konsul honorowy: Stefan Duk) - Konsulat Litwy Opolu (konsul honorowy: Tomasz Bar) - Konsulat Litwy w Poznaniu (konsul honorowy: Benedykt Dubski) - Konsulat Litwy w Szczecinie (konsul honorowy: Wiesław Wierzchoś) - Konsulat Litwy w Toruniu (konsul honorowy: Przemysław Bańkowski) - Konsulat Litwy we Wrocławiu (konsul honorowy: Tomasz Artur Kosoń) | - Konsulat Luksemburga w Białymstoku (konsul honorowy: Adam Byglewski) - Konsulat Luksemburga w Gdyni (konsul honorowy: Tomasz Kopoczyński) - Konsulat Luksemburga w Katowicach (konsul honorowy: Mikołaj Pluciński) - Konsulat Luksemburga w Krakowie (konsul honorowy: Szymon Malecki) - Konsulat Luksemburga w Łodzi (konsul honorowy: Wojciech Wolf) - Konsulat Luksemburga w Poznaniu (konsul honorowy: Paweł Kuraszkiewicz) - Konsulat Luksemburga Szczecinie (konsul honorowy: Waldemar Juszczak) - Konsulat Luksemburga we Wrocławiu (konsul honorowy: Krzysztof Bramorski) - Konsulat Łotwy w Gdańsku (konsul honorowy: Krzysztof Figel) - Konsulat Łotwy w Katowicach (konsul honorowy: Tadeusz Biedzki) - Konsulat Łotwy w Krakowie (konsul honorowy: Rafał Piotr Brzoska) - Konsulat Łotwy w Łodzi (konsul honorowy: Władysław Kazimierz Kotaba) - Konsulat Łotwy we Wrocławiu (konsul honorowy: Martin Kaczmarski) - Konsulat Malawi w Warszawie (konsul honorowy: Andrzej Brusikiewicz) - Konsulat Mali w Warszawie (konsul honorowy: Mamadou Konatef) - Konsulat Malty w Białymstoku (konsul honorowy: Janusz Kazberuk) - Konsulat Malty w Gdyni (konsul honorowy: Sławomir Kalicki) - Konsulat Malty w Krakowie (konsul honorowy: Agnieszka Kamińska) - Konsulat Malty w Łodzi (konsul honorowy: Michał Moczkowski) - Konsulat Malty we Wrocławiu (konsul honorowy: Krystyna Maria Mikulanka) - Konsulat Maroka w Poznaniu (konsul honorowy: Paweł Artur Mietlicki) - Konsulat Mauritiusu w Warszawie (konsul honorowy: Marek Klajda) - Konsulat Meksyku w Gdańsku (konsul honorowy: Andrzej Suchecki) - Konsulat Meksyku w Krakowie (konsul honorowy: Sebastian Chwedeczko) - Konsulat Meksyku w Poznaniu (konsul honorowy: Władysław Szebiotko) - Konsulat Meksyku w Szczecinie (konsul honorowy: Zbigniew Ligierko) - Konsulat Meksyku we Wrocławiu (konsul honorowy: Bogdan Spiż) - Konsulat Mołdawii w Elblągu (konsul honorowy: Maciej Bukowski) - Konsulat Mołdawii w Gdańsku (konsul honorowy: Jacek Tymiński) - Konsulat Mołdawii w Lublinie (konsul honorowy: Andrzej Kita) - Konsulat Mołdawii w Łodzi (konsul honorowy: Pavel Scura) - Konsulat Mołdawii w Szczecinie (konsul honorowy: Aleksander Adam Łaskawer) - Konsulat Mołdawii w Toruniu (konsul honorowy: Jan Mrozowski) - Konsulat Monako w Warszawie (konsul honorowy: Tomasz Wardyński) - Konsulat Mongolii w Krakowie (konsul honorowy: Urtnasan Tsakhiur) - Konsulat Mongolii w Białymstoku (konsul honorowy: Dominika Czarnecka) - Konsulat Mongolii w Katowicach (konsul honorowy: Marcin Mistarz) - Konsulat Namibii w Warszawie (konsul honorowy: Daniel Romanowski) - Konsulat Nepalu w Dawidach Bankowych (konsul honorowy: Bodha Raj Subedi) - Konsulat Niemiec w Bydgoszczy (konsul honorowy: Jarosław Kuropatwiński) - Konsulat Niemiec w Gliwicach (konsul honorowy: dr Marcin Tyslik) - Konsulat Niemiec w Kielcach (konsul honorowy: Andrzej Mochoń) - Konsulat Niemiec w Lublinie (konsul honorowy: Andrzej Kidyba) - Konsulat Niemiec w Łodzi (konsul honorowy: Ewa Magdalena Goczek) - Konsulat Niemiec w Olsztynie (konsul honorowy: Wojciech Wrzecionkowski) - Konsulat Niemiec w Poznaniu (konsul honorowy: Christoph Ralf Garschynski) - Konsulat Niemiec w Rzeszowie (konsul honorowy: Agnieszka Anna Buk) - Konsulat Niemiec w Szczecinie (konsul honorowy: Mariusz Rafał Majkut) - Konsulat Norwegii w Gdyni (konsul honorowy: Weronika Haustein) - Konsulat Norwegii w Krakowie (konsul honorowy: Marian Mikołajski) - Konsulat Norwegii w Szczecinie (konsul honorowy: Piotr Kotfis) - Konsulat Norwegii we Wrocławiu (konsul honorowy: Bartosz Masternak) - Konsulat Pakistanu w Krakowie (konsul honorowy: Leopold Sułkowski) - Konsulat Peru w Gdańsku (konsul honorowy: Roman Walasiński) - Konsulat Peru w Katowicach (konsul honorowy: Wojciech Giergiel) - Konsulat Peru w Krakowie (konsul honorowy: Marcin Mazgaj) - Konsulat Peru w Lublinie (konsul honorowy: Zbigniew Michalak) - Konsulat Peru w Poznaniu (konsul honorowy: Kajetan Pyrzyński) - Konsulat Peru w Toruniu (konsul honorowy: Stanisław Rakowicz) - Konsulat Portugalii w Poznaniu (konsul honorowy: Jerzy Krotoski) - Konsulat Rosji w Szczecinie (konsul honorowy: Andrzej Bendig-Wielowiejski) - Konsulat Rumunii w Białymstoku (konsul honorowy: Ewa Moroz-Ustymowicz) - Konsulat Rumunii w Krakowie (konsul honorowy: Ignat Timar) - Konsulat Salwadoru w Warszawie (konsul honorowy: Marek Kłoczko) - Konsulat Republiki San Marino w Warszawie (konsul honorowy: Rafał Dawid Fleszar) - Konsulat Serbii w Katowicach (konsul honorowy: Ranko Tomović) - Konsulat Serbii w Białymstoku (konsul honorowy: Jarosław Antychowicz) - Konsulat Serbii w Bydgoszczy (konsul honorowy: Maria Lorentowicz-Zagalak) - Konsulat Seszeli w Gdańsku (konsul honorowy: Wiesław Judycki) - Konsulat Singapuru w Warszawie (konsul honorowy: Andrzej Kawecki) - Konsulat Słowacji w Bydgoszczy (konsul honorowy: Wiesław Cezary Olszewski) - Konsulat Słowacji w Gliwicach (konsul honorowy: Marian Czerny) - Konsulat Słowacji w Poznaniu (konsul honorowy: Piotr Stanisław Styczyński) - Konsulat Słowacji w Rzeszowie (konsul honorowy: Adam Tadeusz Góral) - Konsulat Słowacji w Sopocie (konsul honorowy: Jerzy Leśniak) - Konsulat Słowacji we Wrocławiu (konsul honorowy: Maciej Piotr Kaczmarski) - Konsulat Słowacji w Zakopanem (konsul honorowy: Wiesław Tadeusz Wojas) - Konsulat Słowenii w Katowicach (konsul honorowy: Tomasz Zjawiony) - Konsulat Słowenii w Lublinie (konsul honorowy: Tomasz Kalinowski) - Konsulat Słowenii w Toruniu (konsul honorowy: Jan Walczak) - Konsulat Słowenii w Zielonej Górze (konsul honorowy: Janusz Jasiński) - Konsulat Sri Lanki w Gdańsku (konsul honorowy: Jacek Jan Czauderna) - Agencja Konsularna Stanów Zjednoczonych w Poznaniu (konsul honorowy – Agent Konsularny: Monika Piotrowska) - Konsulat Szwecji w Gdańsku (konsul honorowy: Magdalena Pramfelt) - Konsulat Szwecji w Katowicach (konsul honorowy: Arkadiusz Hołda) - Konsulat Szwecji w Krakowie (konsul honorowy: Lidia Wiszniewska) - Konsulat Szwecji w Szczecinie (konsul honorowy: Marek Czernis) - Konsulat Szwecji we Wrocławiu (konsul honorowy: Małgorzata Ryniak) - Konsulat Tajlandi w Krakowie (konsul honorowy: Wiesław Henryk Żyznowski) - Konsulat Tunezji w Toruniu ? (konsul honorowy: Lotfi Mansour) - Konsulat Generalny Turcji w Gdańsku ? (honorowy konsul generalny: Serdar Davran) - Konsulat Generalny Turcji w Łodzi (honorowy konsul generalny: Ryszard Marcinkowski) - Konsulat Generalny Turcji w Krakowie (honorowy konsul generalny: Paweł Dowgier) - Konsulat Generalny Turcji w Poznaniu (honorowy konsul generalny: Jerzy Leon Kudyński) - Konsulat Generalny Turcji we Wrocławiu (honorowy konsul generalny: Wojciech Kamiński) - Konsulat Ukrainy w Bydgoszczy (konsul honorowy: Krzysztof Gustaw Sikora) - Konsulat Ukrainy w Chełmie (konsul honorowy: Stanisław Adamiak) - Konsulat Ukrainy w Katowicach (konsul honorowy: Jarosław Wieczorek) - Konsulat Ukrainy w Łodzi (konsul honorowy: Bogdan Wysocki) - Konsulat Ukrainy w Opolu (konsul honorowy: Irena Pordzik) - Konsulat Ukrainy w Poznaniu (konsul honorowy: vacat) - Konsulat Ukrainy w Przemyślu (konsul honorowy: Aleksander Baczyk) - Konsulat Ukrainy w Rzeszowie (konsul honorowy: Jerzy Krzanowski) - Konsulat Ukrainy w Szczecinie (konsul honorowy: Henryk Kołodziej) - Konsulat Ukrainy w Tarnowie (konsul honorowy: Bartłomiej Babuśka) - Konsulat Ukrainy w Zielonej Górze (konsul honorowy: Zbigniew Drzymała) - Konsulat Urugwaju w Gdańsku (konsul honorowy: Jorge Nicolas Pitsikalis Constantaras) - Konsulat Urugwaju w Krakowie (konsul honorowy: Carolina Grabowski Uzarczyk) - Konsulat Urugwaju w Poznaniu (konsul honorowy: Andrés Jorge Schuhl Lang) - Konsulat Uzbekistanu we Wrocławiu (konsul honorowy: Piotr Kocoń) - Konsulat Uzbekistanu w Poznaniu (konsul honorowy: Paweł Czarnecki) - Konsulat Węgier w Bydgoszczy (konsul honorowy: Marek Pietrzak) - Konsulat Węgier w Poznaniu (konsul honorowy: Witold Abramowicz) - Konsulat Węgier w Kielcach (konsul honorowy: Andrzej Łukasik) - Konsulat Generalny Węgier w Łodzi (honorowy konsul generalny: Tadeusz Kaczor) - Konsulat Węgier w Rzeszowie (konsul honorowy: Zbigniew Ungeheuer) - Konsulat Węgier w Szczecinie (konsul honorowy: Artur Balazs) - Konsulat Węgier w Lublinie (konsul honorowy: Artur Sienkiewicz) - Konsulat Wielkiej Brytanii w Gdańsku (konsul honorowy: Marek Głuchowski) - Konsulat Wielkiej Brytanii w Krakowie (konsul honorowy: Kazimierz Karasiński) - Konsulat Wielkiej Brytanii w Lublinie (konsul honorowy: Jan Danilczuk) - Konsulat Wielkiej Brytanii w Łodzi (konsul honorowy: Małgorzata Anna Brzezińska) - Konsulat Wielkiej Brytanii w Poznaniu (konsul honorowy: Włodzimierz Walkowiak) - Konsulat Wielkiej Brytanii w Szczecinie (konsul honorowy: Ryszard Jacek Karger Jr) - Konsulat Wielkiej Brytanii we Wrocławiu (konsul honorowy: Marek Grzegorzewicz) - Konsulat Włoch w Gdyni (konsul honorowy: Maurycy Wojciech Chodorowski) - Konsulat Włoch w Krakowie (konsul honorowy: Katarzyna Likus) - Konsulat Włoch w Poznaniu (konsul honorowy: Karolina Pinna) - Konsulat Włoch w Szczecinie (konsul honorowy: Angelo Rella) - Konsulat Włoch we Wrocławiu (konsul honorowy: Monika Przemysława Kwiatosz) - Wicekonsulat Włoch w Lublinie (wicekonsul honorowy: Anna Kaczmarczyk) |